# Basler Tramlinien

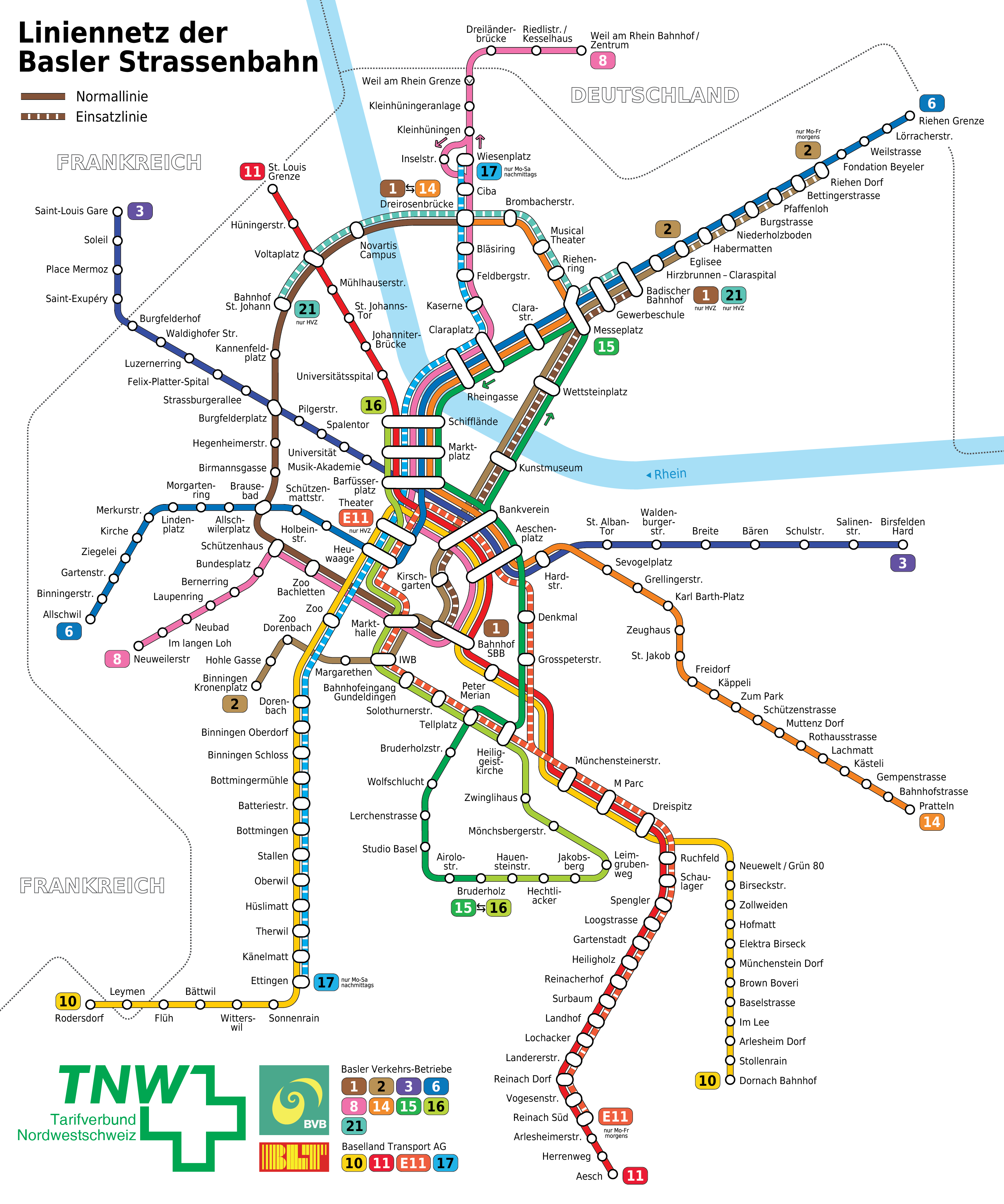
Liniennetzplan der Basler Strassenbahn

Dieser Artikel gibt einen Überblick über die Linien des Basler Tramnetzes. Dieses wurde ab 1895 durch die Basler Strassen-Bahnen (B. St. B.) erstellt. Diverse Vorortslinen wurden durch Privatbahngesellschaften wie die Birseckbahn AG (BEB), die Birsigthalbahn AG (BTB), die Trambahn Basel-Aesch AG (TBA) und die Basellandschaftliche Ueberlandbahn (BUeB) gebaut. Heute wird das Basler Tramnetz durch die Basler Verkehrs-Betriebe (BVB) und die Baselland Transport AG (BLT) betrieben. Die Fahrzeuge der beiden Gesellschaften sind unterschiedlich lackiert: die der BVB in Grün und diejenigen der BLT in Gelb/Rot.

## Linie 1 (BVB)

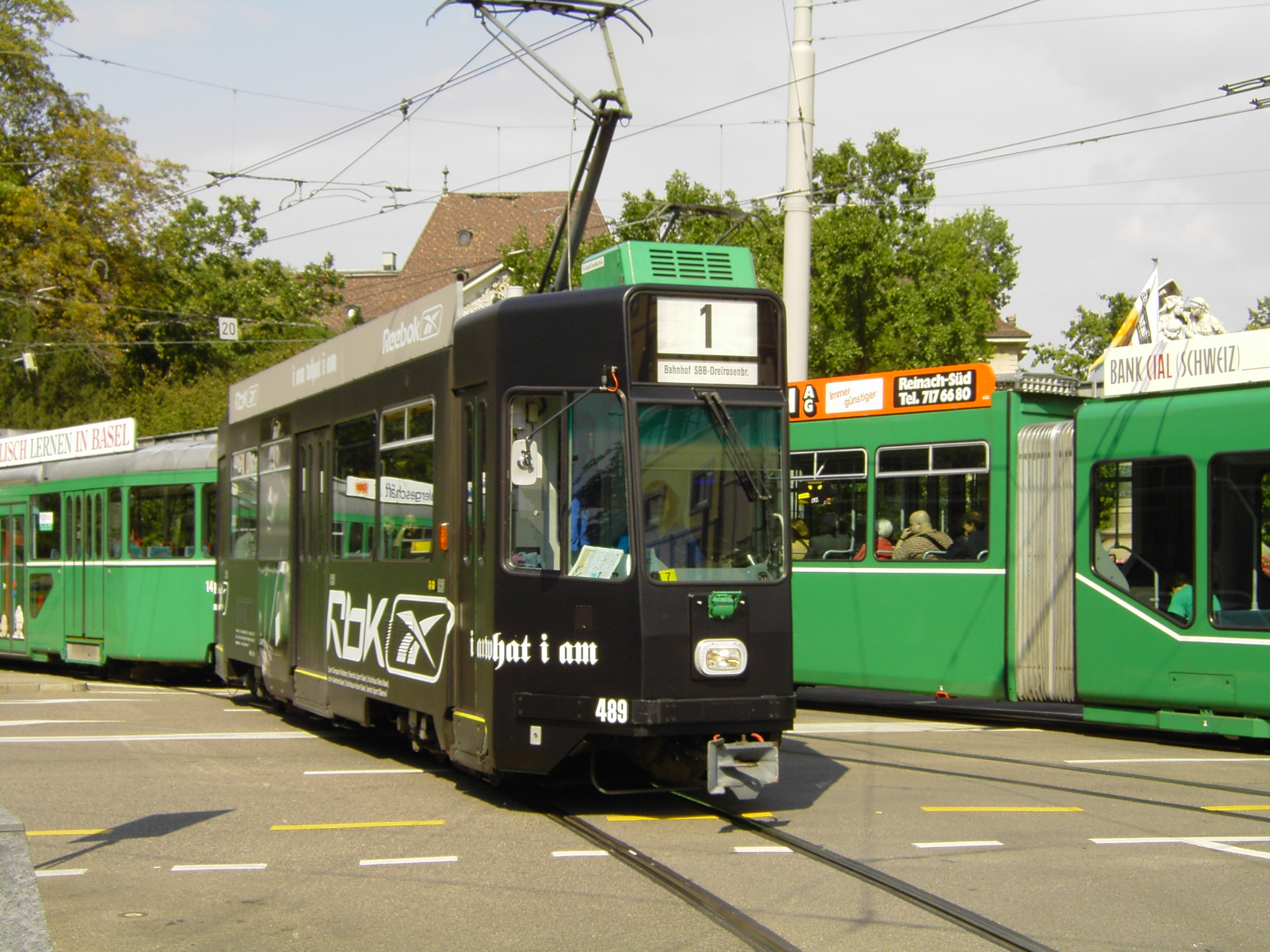
Motorwagen Be 4/4 der Linie 1 mit Vollwerbung beim Centralbahnplatz

Linie 1: (alter) Badischer Bahnhof – Claraplatz – Mittlere Brücke – Eisengasse – Marktplatz – Gerbergasse – Barfüsserplatz – Aeschenplatz – Basler Centralbahnhof
1895 fuhr die erste Strassenbahn vom Badischen Bahnhof (heute Messeplatz) über die Mittlere Brücke durch die Innenstadt, zum Centralbahnplatz. Dies ist die Urlinie der Basler Strassen-Bahnen (B. St. B.), der späteren Basler Verkehrs-Betriebe (BVB).

### Geschichte
Am 6. Mai 1895 eröffneten die Basler Strassen-Bahnen (B. St. B.) ihre erste Strassenbahnlinie. Sie verbanden damit die Basler Bahnhöfe der Großherzoglich Badischen Staatseisenbahnen (BadStB), den Badischen Bahnhof und den der Schweizerischen Centralbahn (SCB), den Basler Centralbahnhof. Die Tramlinie führte vom alten Badischen Bahnhof über den Claraplatz, überquerte den Rhein über die Mittlere Brücke und gelangte durch die Innenstadt zum Centralbahnplatz. Bereits am 10. September 1903 konnte die verlängerte Strecke via Spalenring zur Missionsstrasse befahren werden. Ein Jahr später bis zum Kannenfeldplatz. Zwischen 1924 und 1934 befuhr der 1er die 1913 nochmals verlängerte Strecke via Güterbahnhof St. Johann bis zum Lysbüchel.
Nachdem 1934 die Dreirosenbrücke dem Verkehr übergeben worden war, wurden die Gleise von der Voltastrasse zum Lysbüchel abgebrochen. Die Gleise wurden sodann via Voltastrasse zum Voltaplatz über die Dreirosenbrücke zur Mustermesse verlegt.
Im Sommer 1963 mussten die Tramgleise, die seit 1913 vor dem Güterbahnhof St. Johann vorbeiführten, wegen des Baus des Luzernerringviadukts in die Gasstrasse verlegt werden.
Da sich seit der Anfangs- bis in die Neuzeit das Netz der Tramlinien durch Aus- und Umbauten immer wieder veränderte, wurden die Fahrstrecken oftmals angepasst. Dies betraf fast alle Linien.

### Die Ringlinie 1/4
Die Ringlinie 1: Mustermesse – Dreirosenbrücke – Kannenfeldplatz – Bahnhof SBB – Marktplatz – Mustermesse
Ein Meilenstein im Werdegang der Linie 1 ist die Lancierung der Linie 1/4 im Jahr 1972. Die Linie 1 verkehrte als Ringlinie ab der Mustermesse (heute Messeplatz) via Dreirosenbrücke – Voltaplatz – Gasstrasse – Kannenfeldplatz – Burgfelderplatz – Brausebad – Bahnhof SBB – Aeschenplatz – Bankverein – Barfüsserplatz – Marktplatz – Schifflände – Claraplatz zurück zur Mustermesse. In der Gegenrichtung verkehrte sie bis zum 2. Juni 1984 als Linie 4. Infolge der Sanierung des Dorenbachviaduktes wurde 1985 eine erneute Änderung im Liniennetz vorgenommen.

### Ab 1985
Die Linie 8 löste die Linie 1/4 zwischen der Schifflände und dem Messeplatz ab. 1997 wurde die Haltestelle Gasstrasse auf Gasstrasse/Bahnhof St. Johann umbenannt. 2001 ist die Linie 1 in der Innenstadt aufgehoben worden. Sie verkehrte nur noch als Einsatzlinie zur Entlastung der Linie 2 ab Bahnhof SBB via Wettsteinbrücke bis zum Eglisee. Am 14. Oktober 2002 wurde die Linie 1/4 zwischen der Dreirosenbrücke und dem Messeplatz von der Linie 14 abgelöst und auch mit dieser verknüpft.

### Ab 2002
Seit dem 14. Oktober 2002 verkehrt der 1er noch auf der Strecke Dreirosenbrücke – Novartis Campus – Voltaplatz – Gasstrasse/Bahnhof St. Johann – Kannenfeldplatz – Burgfelderplatz – Hegenheimerstrasse – Birmannsgasse – Brausebad – Schützenstrasse – Zoo Bachletten – Markthalle – Bahnhof SBB (– Kirschgarten – Bankverein – Kunstmuseum – Wettsteinplatz – Messeplatz – Gewerbeschule – Badischer Bahnhof). Auf die Verlängerung zum Badischen Bahnhof wird zurzeit bis voraussichtlich Ende 2020 wegen des Baus des Parking Kunstmuseum verzichtet.

### Ab 2008
Zwischen 2004 und 2008 wurden im Zuge des letzten Bauabschnitts der Nordtangente Gleise ab dem Voltaplatz durch die Voltastrasse zum neu gebauten Vogesenplatz verlegt. Dort befindet sich die neue (alte) Haltestelle Bahnhof St. Johann. Auf neuem Trasse durch die Entenweidstrasse erreicht der 1/4er den Kannenfeldplatz. Seit dem 11. Dezember 2008 ist der neue Streckenabschnitt in Betrieb. Die Gleise ab Voltaplatz durch die Gasstrasse zur Entenweidstrasse wurden entfernt.

### Rollmaterial
Ab 1895 verkehrten die ersten Ce-2/2-Motorwagen. Die Fahrzeuge hatten lediglich einen Motor von 15 PS. Sie erwiesen sich bald als zu schwach und wurden daher 1903 bis 1908 zu Anhängern umgebaut. Die ab 1900 gelieferten Ce 2/2 verfügten über zwei Motoren mit je 20 PS. Die Motorwagen verkehrten mit geschlossenen Anhängern C2 oder mit den beliebten C2-Sommerwagen. Ab 1948 wurden die modernen Grossraum-Vierachsmotorwagen Be 4/4 abgeliefert. Sie zogen Grossraum-Zweiachsanhänger B2. Die 70er Jahre brachten die Gelenkmotorwagen Be 4/6 von Düwag, die 80er Jahre die neue Generation der Be 4/4, die 90er die Be 4/6S mit Sänfte und ab 2000 die Be 6/8 Combino. Als Besonderheit verkehrten zwischen 2004 und 2008 Be 8/8 der Städtischen Verkehrsbetriebe Bern (SVB) mit B4S, Vierachsanhänger mit Sänfte, der Basler Verkehrs-Betriebe (BVB).
| \| \| \| \| \| \| (2), 6 \| \| \| \| \| \| \| \| \| \| \| \| \| \| \| \| Badischer Bahnhof \| \| \| \| \| \| \| \| Gewerbeschule \| \| \| \| \| \| \| \| Messeplatz \| \| \| weiter als L14 \| weiter als L14 \| \| \| \| 6, 14, 15, (21) \| 6, 14, 15, (21) \| \| Dreirosenbrücke \| Dreirosenbrücke \| \| \| \| Wettsteinplatz \| Wettsteinplatz \| \| Rhein \| Rhein \| \| \| \| Rhein \| Rhein \| \| Novartis Campus \| Novartis Campus \| \| \| \| Kunstmuseum \| Kunstmuseum \| \| 11 \| 11 \| \| \| \| Bankverein \| Bankverein \| \| Voltaplatz \| Voltaplatz \| \| \| \| 3, 8, 10, 11, (E11), 14, 15 \| 3, 8, 10, 11, (E11), 14, 15 \| \| \| \| \| \| \| Kirschgarten \| \| \| Bahnhof St. Johann \| Bahnhof St. Johann \| \| \| \| 8, 10, 11 \| 8, 10, 11 \| \| (21) \| (21) \| \| \| \| Bahnhof SBB \| Bahnhof SBB \| \| Kannenfeldplatz \| Kannenfeldplatz \| \| \| \| 10, 11 \| 10, 11 \| \| Burgfelderplatz \| Burgfelderplatz \| \| \| \| Markthalle \| Markthalle \| \| 3 \| 3 \| \| \| \| 2, (E11), 16 \| 2, (E11), 16 \| \| Hegenheimerstrasse \| Hegenheimerstrasse \| \| \| \| 10, (17) \| 10, (17) \| \| Birmannsgasse \| Birmannsgasse \| \| \| \| Zoo Bachletten \| Zoo Bachletten \| \| 6 \| 6 \| \| \| \| 8 \| 8 \| \| Brausebad \| Brausebad \| \| \| \| Schützenhaus \| Schützenhaus \| \| \| \| \| \| \| \| \| |                    |  |  |  |                             |                             |
| |                    |  |  |  | (2), 6                      |                             |
| |                    |  |  |  |                             |                             |
| |                    |  |  |  | Badischer Bahnhof           |                             |
| |                    |  |  |  | Gewerbeschule               |                             |
| |                    |  |  |  | Messeplatz                  |                             |
| weiter als L14 | weiter als L14     |  |  |  | 6, 14, 15, (21)             | 6, 14, 15, (21)             |
| Dreirosenbrücke | Dreirosenbrücke    |  |  |  | Wettsteinplatz              | Wettsteinplatz              |
| Rhein | Rhein              |  |  |  | Rhein                       | Rhein                       |
| Novartis Campus | Novartis Campus    |  |  |  | Kunstmuseum                 | Kunstmuseum                 |
| 11 | 11                 |  |  |  | Bankverein                  | Bankverein                  |
| Voltaplatz | Voltaplatz         |  |  |  | 3, 8, 10, 11, (E11), 14, 15 | 3, 8, 10, 11, (E11), 14, 15 |
| |                    |  |  |  | Kirschgarten                |                             |
| Bahnhof St. Johann | Bahnhof St. Johann |  |  |  | 8, 10, 11                   | 8, 10, 11                   |
| (21) | (21)               |  |  |  | Bahnhof SBB                 | Bahnhof SBB                 |
| Kannenfeldplatz | Kannenfeldplatz    |  |  |  | 10, 11                      | 10, 11                      |
| Burgfelderplatz | Burgfelderplatz    |  |  |  | Markthalle                  | Markthalle                  |
| 3 | 3                  |  |  |  | 2, (E11), 16                | 2, (E11), 16                |
| Hegenheimerstrasse | Hegenheimerstrasse |  |  |  | 10, (17)                    | 10, (17)                    |
| Birmannsgasse | Birmannsgasse      |  |  |  | Zoo Bachletten              | Zoo Bachletten              |
| 6 | 6                  |  |  |  | 8                           | 8                           |
| Brausebad | Brausebad          |  |  |  | Schützenhaus                | Schützenhaus                |
| |                    |  |  |  |                             |                             |

## Linie 2 (BVB)
Linie 2: Centralbahnhof – Wettsteinbrücke – Badischer Bahnhof

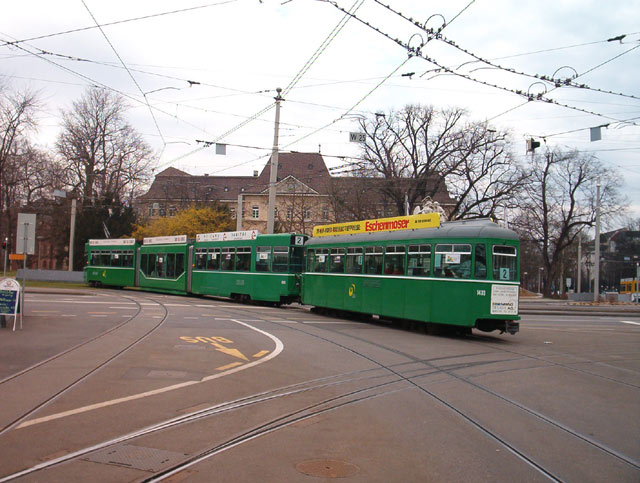
Die Linie 2 (Motorwagen Be 4/6 mit Sänfte und B4) verlässt den Centralbahnplatz in Richtung Kirschgarten

Die Linie 2 wurde als zweite Linie der Basler Strassen-Bahnen (B. St. B.) 1897 eröffnet und verkehrte vom Centralbahnplatz via Elisabethenstrasse – Handelsbank – Wettsteinbrücke - Riehenring zum alten Badischen Bahnhof.

### Geschichte
Am 14. April 1897 eröffneten die Basler Strassen-Bahnen (B. St. B.) ihre zweite Tramlinie. Diese sollte die beiden Basler Bahnhöfe – den der Schweizerischen Centralbahn (SCB), den Basler Centralbahnhof und den der Großherzoglich Badischen Staatseisenbahnen (BadStB), den Badischen Bahnhof – auf möglichst direktem Weg verbinden. Da die Innenstadt nicht durchfahren wurde, verringerte sich die Fahrzeit erheblich. Bereits seit Eröffnung der Linie wurde ein Sechs-Minuten-Fahrplan geboten. Die Fahrstrecke verlief vom Centralbahnplatz – St. Elisabethenanlage – Klosterberg – Handelsbank – Rittergasse über die Wettsteinbrücke – Rheinweg – Alemannengasse – Wettsteinplatz zum Badischen Bahnhof.
1902 wurde der alte Centralbahnhof der Schweizerischen Centralbahn SCB abgebrochen. Von 1902 bis 1907 wurde die Linie 2 ab der Haltestelle St. Elisabethenanlage via Steinenthorstrasse – Margarethenbrücke – Höhenweg – Margarethenstrasse – Frobenstrasse – Gempenstrasse zum Bahnhofprovisorium umgeleitet. Nach der Fertigstellung des neuen Bahnhofs Basel SBB der 1902 gegründeten Schweizerischen Bundesbahnen (SBB) fuhr der 2er ab dem 24. Juni 1907 wieder auf den Centralbahnplatz. Gleichzeitig wurde die Linie 2 über das Brausebad – Missionsstrasse bis Kannenfeldplatz verlängert.
Ab dem 14. September 1913 wurde die Linie 2 nochmals verlängert; ab Kannenfeldplatz bis Lysbüchel und am anderen Ende der Linie vom «alten» Basel Badischen Bahnhof zum – per 13. September – an neuem Standort eröffneten Basel Badischen Bahnhof II. Am Standort des alten Bahnhofes hat sich die Mustermesse Basel angesiedelt.

### Die Ringlinie 2
Die Ringlinie 2: Badischer Bahnhof – Wettsteinbrücke – Bahnhof SBB – Spalentor – Johanniterbrücke – Badischer Bahnhof
Nach einigen Veränderungen im Liniennetz wurde 1924 aus dem 2er eine Ringlinie. Diese führte vom Badischen Bahnhof via Wettsteinplatz – Wettsteinbrücke – Handelsbank zum Bahnhof SBB und anschliessend via Schützenhaus am Spalentor vorbei über die Johanniterbrücke und via Feldbergstrasse – Riehenring zurück zum Badischen Bahnhof. 1966 wurden die Tramgleise Spalentor – Johanniterbrücke entfernt, und der 2er erhielt eine neue Route.

### Ab 1966
Neue Linie 2: Bahnhof SBB – Wettsteinbrücke – Badischer Bahnhof – Eglisee
Die Linie 2 verkehrte fortan vom Bahnhof SBB (Haltestelle: Centralbahnplatz) via Elisabethenstrasse – Bankverein – Kunstmuseum über die Wettsteinbrücke und am Badischen Bahnhof vorbei zum Eglisee. Ab 1979 wurden einzelne Kurse ab Eglisee bis Riehen Grenze verlängert.

### Ab 1986
Neue Linie 2 Binningen Kronenplatz – Eglisee (– Riehen Dorf)
1986 löste die Linie 2 die seitdem nicht mehr bestehende Linie 7 zwischen dem Bahnhof SBB und Binningen ab. Nun war die Fahrstrecke ab Binningen Kronenplatz – Hohle Gasse – Zoo Dorenbach – Margarethen – IWB – Markthalle – Bahnhof SBB – Kirschgarten – Bankverein – Kunstmuseum – Wettsteinbrücke – Wettsteinplatz – Messeplatz – Gewerbeschule – Badischer Bahnhof – Hirzbrunnen – Eglisee (– Habermatten – Niederholz – Burgstrasse – Pfaffenloh – Bettingerstrasse – Riehen Dorf). Nur einzelne Kurse fahren bis Riehen Dorf.

### Rollmaterial
Als Rollmaterial wurden, neben den alten Motorwagen Ce 2/2 und den C2-Anhängern mit Schiebetüren und Stehplattformen, die drei sogenannten «Tessinerdrämmli» Ce 2/4 mit den Wagennummern 251, 252 und 253 eingesetzt. Dies waren relativ kleine Einraum-Motorwagen, die keine Anhänger mitführen konnten. Der Wagen 252 verunfallte einst spektakulär in der Kurve vom Badischen Bahnhof in die Schönaustrasse, indem er bei einer zu rasanten Kurvenfahrt aus den Schienen kippte und auf die rechte Seite stürzte. In den 1950er Jahren kamen die Grossraummotorwagen Be 4/4 mit passenden Anhängern. Anfang der 1970er Jahre waren die Gelenkmotorwagen Be 4/6 Düwag, ab 1986 die neue Generation der Be 4/4 und ab 1990 die Be 4/6 (welche 1998 zu Be 4/6S «Sänfte» umgebaut wurden) anzutreffen.
| 6                       |              |  |  |  |                             |                |
|                         |              |  |  |  |                             |                |
| Fondation Beyeler       |              |  |  |  |                             |                |
|                         |              |  |  |  |                             |                |
| Riehen Dorf             |              |  |  |  |                             |                |
| Bettingerstrasse        |              |  |  |  |                             |                |
| Pfaffenloh              |              |  |  |  |                             |                |
| Burgstrasse             |              |  |  |  |                             |                |
| Niederholzboden         |              |  |  |  |                             |                |
| Habermatten             |              |  |  |  |                             |                |
|                         |              |  |  |  |                             |                |
| Eglisee                 |              |  |  |  |                             |                |
|                         |              |  |  |  |                             |                |
| Hirzbrunnen/Claraspital |              |  |  |  |                             |                |
| Badischer Bahnhof       |              |  |  |  |                             |                |
|                         |              |  |  |  |                             |                |
| Gewerbeschule           |              |  |  |  |                             |                |
| Messeplatz              |              |  |  |  |                             |                |
| 14, (21)                |              |  |  |  |                             |                |
| 6, 14, 15               | 6, 14, 15    |  |  |  | Wettsteinplatz              | Wettsteinplatz |
|                         |              |  |  |  | Rhein                       |                |
|                         |              |  |  |  | Kunstmuseum                 |                |
|                         |              |  |  |  | 3, 8, 10, 11, (E11), 14, 15 |                |
| Bankverein              |              |  |  |  |                             |                |
| Kirschgarten            | Kirschgarten |  |  |  | 8, 10, 11                   | 8, 10, 11      |
|                         |              |  |  |  |                             |                |
| (E11), 16               | (E11), 16    |  |  |  | Bahnhof SBB                 | Bahnhof SBB    |
| 1, 8                    | 1, 8         |  |  |  | 10, 11                      | 10, 11         |
| Markthalle              |              |  |  |  |                             |                |
| (E11), 16               |              |  |  |  |                             |                |
| IWB                     |              |  |  |  |                             |                |
| Margarethen             |              |  |  |  |                             |                |
| Margarethenstich (2017) |              |  |  |  |                             |                |
| 10, (17)                |              |  |  |  |                             |                |
| Zoo Dorenbach           |              |  |  |  |                             |                |
| Hohle Gasse             |              |  |  |  |                             |                |
|                         |              |  |  |  |                             |                |
| Binningen Kronenplatz   |              |  |  |  |                             |                |
|                         |              |  |  |  |                             |                |

## Linie 3 (BVB)

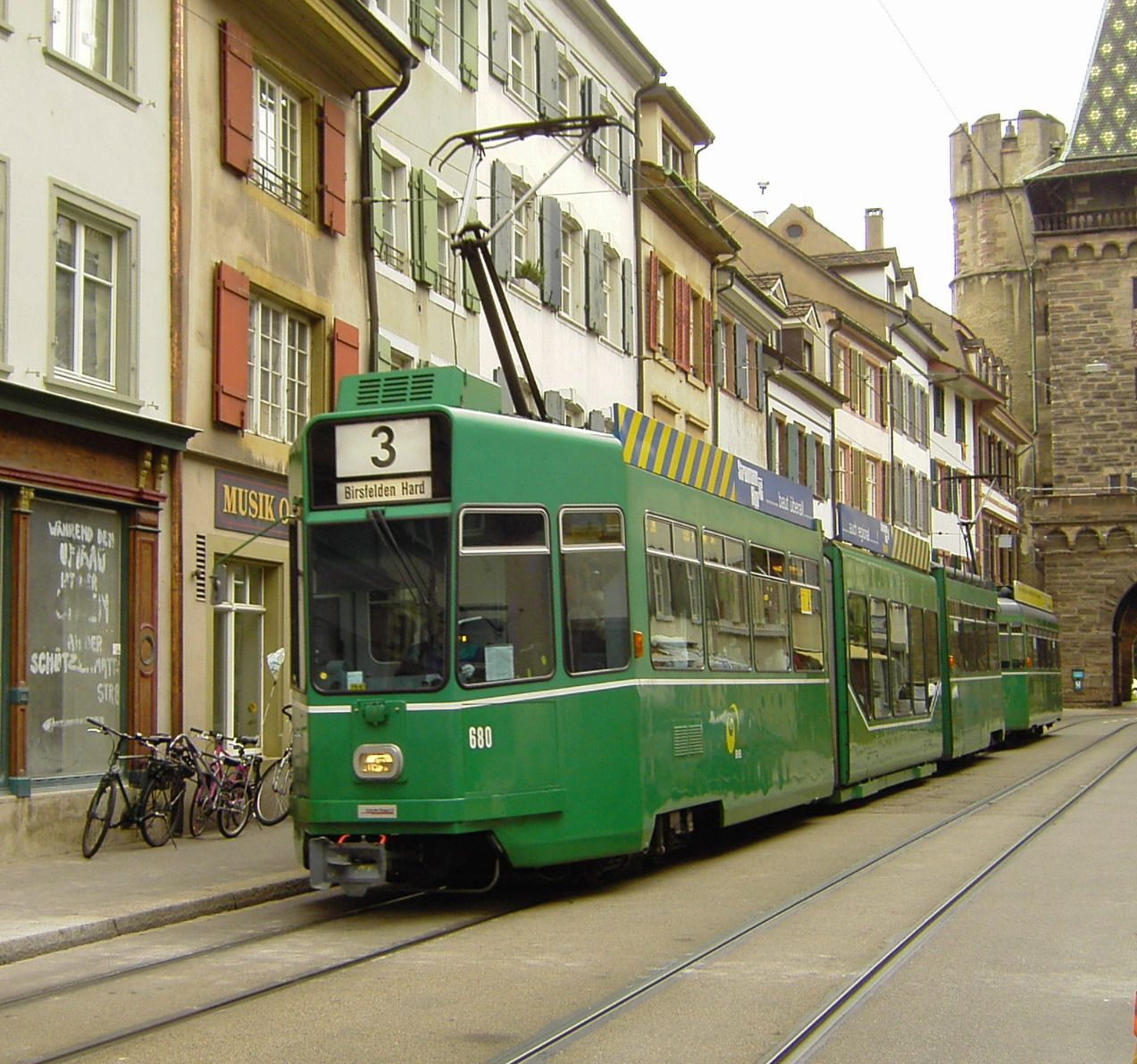
Linie 3 (Motorwagen Be 4/6 mit Sänfte und B4) am Spalentor

Linie 3: Gare de Saint-Louis – Burgfelderhof – Birsfelden Hard
Die Tramlinie 3 wurde 1897 als dritte Tramlinie der Basler Strassen-Bahnen (B. St. B.) zwischen dem Burgfelderplatz in Basel und der Schulstrasse in Birsfelden eröffnet.
Die Linie 3 befährt als einzige Tramlinie den Kohlenberg, der eine Steigung von bis zu 7,99 % aufweist.

### Geschichte
Am 10. Mai 1897 eröffneten die Basler Strassen-Bahnen (B. St. B., ab dem 1. Januar 1946 in Basler Verkehrs-Betriebe BVB umbenannt) ihre dritte Tramlinie. Sie führte von der Missionsstrasse (heute Burgfelderplatz) via Spalentor – Barfüsserplatz – Aeschenplatz – Breite bis Schulstrasse in Birsfelden.
Infolge der Expansion der Stadt Basel wurde die Strecke mehrmals verlängert, so am 12. Juni 1906 von der Missionsstrasse an die Burgfelderstrasse, am 15. März 1930 bis zur Burgfelden Grenze und am 22. Mai 1932 von der Schulstrasse bis nach Birsfelden Hard.

### Ab 1932
Von den elf heutigen Tramlinien durchlief die Linie 3 die wenigsten Veränderungen. Seit dem 22. Mai 1932 wurde die Fahrstrecke nicht mehr verändert. Sie führt ab Endstation Burgfelden Grenze – Luzernerring – Felix Platter-Spital – Strassburgerallee – Burgfelderplatz – Pilgerstrasse – Spalentor – Universität – Musikakademie – Barfüsserplatz – Bankverein – Aeschenplatz – Hardstrasse – St. Alban-Tor – Waldenburgerstrasse – Breite – Bären – Schulstrasse – Salinenstrasse zur Endstation Birsfelden Hard.
In den frühen 1950er Jahren wurde eine Umstellung auf Busbetrieb in Betracht gezogen, klugerweise jedoch nicht realisiert.

### Verlängerung nach Saint-Louis
Am 23. November 2015 begannen mit dem Spatenstich auf Schweizer Seite die Arbeiten zur Verlängerung der Linie 3 via Burgfelden zum Bahnhof Saint-Louis. Diese Strecke wurde per 9. Dezember 2017 in Betrieb genommen, wobei der Schweizer Abschnitt mit der neuen Wendeschlaufe an der Landesgrenze bereits seit dem 31. Juli 2017 befahren wird.

### Rollmaterial
Wegen des Kohlenbergs mit seiner enormen Steigung mussten 1897 neue Motorwagen Ce 2/2 mit stärkerem Antrieb angeschafft werden. Die «Birsfelderwagen» hatten zwei Motoren mit je 22 PS. Sie durften mit einem Zweiachsanhänger verkehren. Ab 1951 kamen die neuen Grossraummotorwagen Be 4/4 mit C2- und ab 1962 mit B4-Anhängern zum Einsatz. Von 1998 bis 2017 verkehrte jegliches vorhandene Rollmaterial von den Be 4/4, Be 4/6, Be 4/6S bis zu den Combinos und Flexitys. Seit der Eröffnung des französischen Teilstücks kommen nur noch Flexity-Trams zum Einsatz.
| U-Bahn-Kopfbahnhof Streckenanfang                     |  | Gare de Saint-Louis (F) seit 2017              | Gare de Saint-Louis (F) seit 2017              |
| U-Bahn-Bahnhof                                        |  | Burgfelderhof seit 2017                        | Burgfelderhof seit 2017                        |
| ehemaliger U-Bahn-Bahnhof                             |  | Burgfelden Grenze seit 2017 Waldighoferstrasse | Burgfelden Grenze seit 2017 Waldighoferstrasse |
| ehemaliger U-Bahn-Bahnhof                             |  | Burgfelderstrasse                              | Burgfelderstrasse                              |
| ehemaliger U-Bahn-Bahnhof                             |  | Missionsstrasse                                | Missionsstrasse                                |
| U-Bahn-Strecke von links · U-Bahn-Strecke nach rechts |  |                                                |                                                |
| U-Bahn-Strecke                                        |  |                                                |                                                |
| U-Bahn-Strecke                                        |  |                                                |                                                |
| U-Bahn-Strecke                                        |  |                                                |                                                |
| ehemaliger U-Bahn-Bahnhof                             |  | Schulstrasse                                   | Schulstrasse                                   |
| U-Bahn-Kopfbahnhof Streckenende                       |  | Birsfelden Hard seit 1932                      | Birsfelden Hard seit 1932                      |

## Linie 6 (BVB)
Linie 6: Allschwil – Riehen Grenze

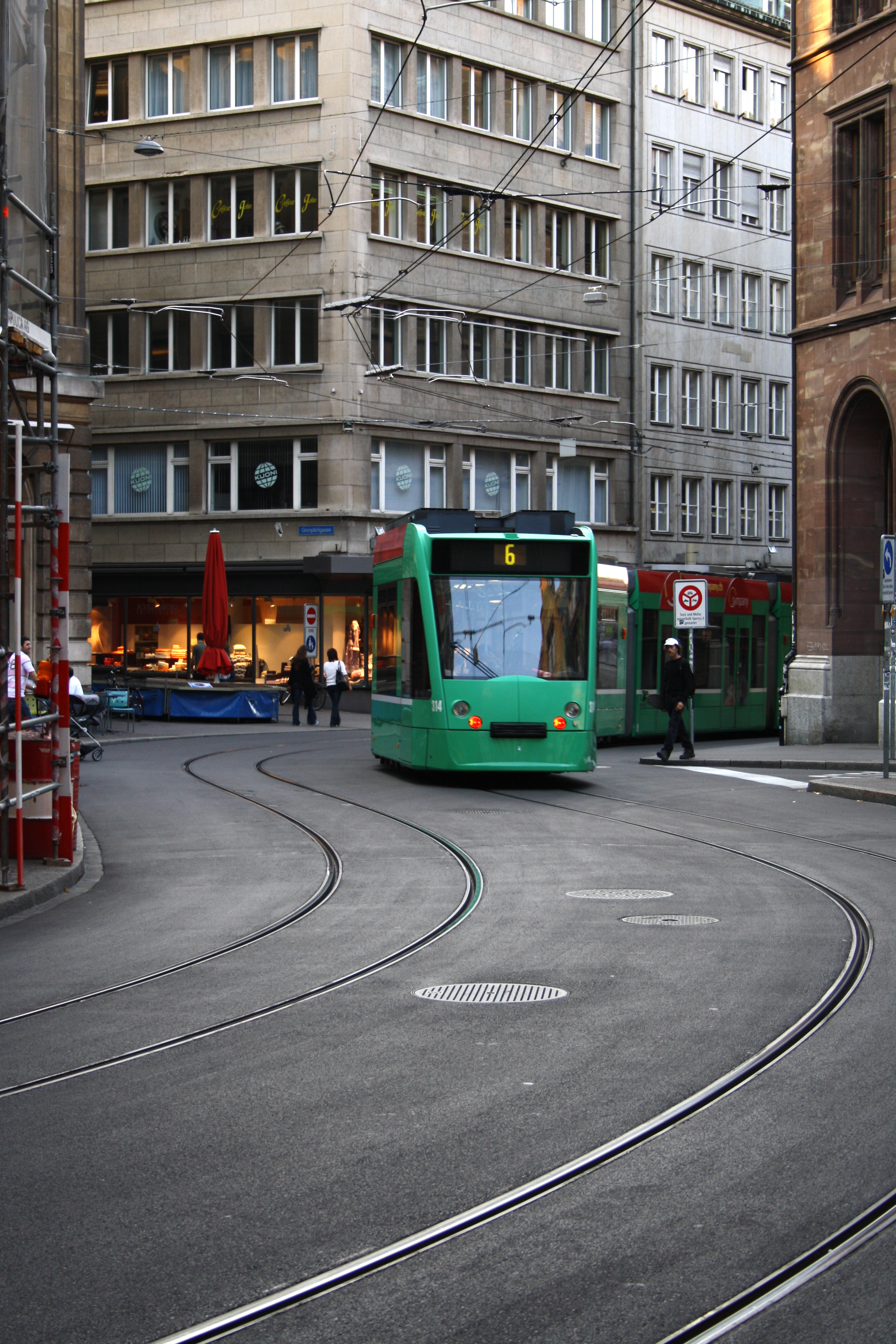
Tramlinie 6 (Combino Be 6/8) an der Rüdengasse

Im Jahr 1905 lancierte die Basler Strassen-Bahnen (B. St. B.) eine Linie 6 in den Vorort Allschwil. Da das Liniennetz immer noch im Auf- und Ausbau war, befuhr auch die Linie 6 nicht immer dieselbe Strecke.

### Geschichte
Am 1. Juli 1905 konnten die Basler Strassen-Bahnen (B. St. B.) die Strecke Barfüsserplatz – Allschwil, befahren durch die Linie 6, in Betrieb nehmen. Dadurch wurde die auf dieser Strecke verkehrende Postkutsche abgelöst.
Zwischen dem 1. Mai 1911 und dem 30. Juli 1914 wurde die am 17. Dezember 1910 eröffnete Strecke nach Hüningen Bahnhof von der Linie 6 befahren. Nach Hüningen verkehrten regelmässig Tramzüge, verschiedener Linien, der B. St. B. und ab 1947 der BVB, bis 1961. Unterbrüche gab es während des Ersten und Zweiten Weltkriegs.
Ab 1. Dezember 1914 bis 28. Dezember 1925 verkehrte der 6er von Allschwil bis Riehen Grenze, nachdem ab 1908 bereits die Linie 7 den Badischen Bahnhof mit dem Kirchplatz von Riehen verbunden hatte.
Ab dem 16. November 1919 liess auch die Stadt Lörrach eine Strassenbahn Nummer 6 betreiben. Das Personal und die Fahrzeuge, Zweirichtungs-Motorwagen Ce 2/2, wurden durch die Basler Strassen-Bahnen (B. St. B.) gestellt. Gefahren wurde jedoch nur im Stadtgebiet von Lörrach, ab Bahnhof via Marktplatz – Baumgartnerstrasse – Imbachstrasse – Stetten – Schlageterstrasse bis fast zur Grenze. Wer nach Basel wollte, musste die Grenze zu Fuss überqueren und die bis Riehen Grenze verlängerte Linie 6 der B. St. B. besteigen. Erst ab dem 28. Dezember 1925 wurde die Grenze geöffnet. Nun konnte die Linie 6 der B. St. B. ab Allschwil bis Lörrach Bahnhof den durchgehenden Fahrbetrieb aufnehmen. Bei Ausbruch des Zweiten Weltkrieges am 1. September 1939 wurden der grenzüberschreitende und der Lörracher Tramverkehr wieder eingestellt. Ab dem 1. Juni 1947 nahm Lörrach den Trambetrieb im Stadtgebiet wieder auf. Es wurde eigenes Personal, jedoch wieder die bekannten Zweirichtungs-Motorwagen Ce 2/2, nun bei den BVB, angemietet. Da in Lörrach nie eine Wendeschleife eingebaut wurde, konnte der durchgehende Fahrbetrieb, mit den modernen Be 4/4 der BVB, nicht mehr aufgenommen werden. 1967 wurde der Trambetrieb in Lörrach eingestellt.

### Ab 1932
Ab dem 22. Mai 1932 bis zum 27. November 1960 bestand zwischen den Linien 6 und 9 eine Linienverbindung. Der 6er fuhr von Riehen bis zum Morgartenring, der 9er von Allschwil zum Eglisee.

### Ab 1960
Seit 1960 bedient die Linie 6, auf ihrem langen Weg von 12,46 km, wieder die ganze Fahrstrecke ab Allschwil via Binningerstrasse – Gartenstrasse – Ziegelei – Kirche – Merkurstrasse – Lindenplatz – Morgartenring (mit Tramdepot) – Allschwilerplatz – Brausebad – Schützenmattstrasse – Holbeinstrasse – Heuwaage – Theater – Barfüsserplatz – Marktplatz – Schifflände über die Mittlere Brücke – Rheingasse – Claraplatz – Clarastrasse – Messeplatz – Gewerbeschule – Badischer Bahnhof – Claraspital – Eglisee – Habermatten – Niederholz – Burgstrasse – Pfaffenloh – Bettingerstrasse – Riehen Dorf – Fondation Beyeler – Weilstrasse – Lörracherstrasse bis Riehen Grenze. Die Linie 6 war lange Zeit die einzige Tramlinie, die beide Endstationen ausserhalb der Stadt hatte.

### Rollmaterial
Wie auf allen Linien waren auch auf dem 6er viele Jahre nur die Zweiachsmotorwagen Ce 2/2 mit ihren Anhängern C2 anzutreffen. Auf der Linie 6 wurde wenn möglich das neueste Rollmaterial eingesetzt. So verkehrten ab 1949 hauptsächlich die neuen, modernen Grossraum-Be 4/4 mit Vierachsanhänger. Ab 1961 wurde der erste abgelieferte Be-4/6-Gelenkmotorwagen, einer von zwei SIG-Prototypen, der Linie 6 zugeteilt. Bis 1967 war die Linie komplett mit Duewag-Gelenkwagen ausgestattet. Ab 1986 waren die neuen Be 4/4 «Cornichon», ab 1990 die Be 4/6 «Guggummere» und ab 2004 die Be 4/6S «Sänfte» anzutreffen. Ab 2001 wollten die «Combinos» die «Düwags» und Be verdrängen, was ihnen – bis zum «Combino-Desaster» im 2004 – auch fast gelungen wäre. Am 22. Dezember 2006 wurde der erste von Siemens überarbeitete Combino wieder zurück nach Basel transportiert und im 2007 wieder im Liniendienst eingeteilt.
| U-Bahn-Kopfbahnhof Streckenanfang (Strecke außer Betrieb) |  | Lörrach (D)             | Lörrach (D)             |
| U-Bahn-Kopfbahnhof Strecke bis hier außer Betrieb |  | Riehen Grenze seit 1960 | Riehen Grenze seit 1960 |
| ehemaliger U-Bahn-Bahnhof |  | Riehen                  | Riehen                  |
| U-Bahn-Strecke |  |                         |                         |
| U-Bahn-Strecke von links · U-Bahn-Strecke nach rechts |  |                         |                         |
| U-Bahn-Kopfbahnhof Streckenanfang (Strecke außer Betrieb) · U-Bahn-Strecke                                                                                              |  | Huningue (F)            | Huningue (F)            |
| U-Bahn-Bahnhof (Strecke außer Betrieb) · U-Bahn-Strecke |  | Lysbüchel               | Lysbüchel               |
| U-Bahn-Strecke (außer Betrieb) · U-Bahn-Brücke über Wasserlauf |  | Rhein                   | Rhein                   |
| U-Bahn-Strecke nach links (außer Betrieb) · U-Bahn-Strecke quer (außer Betrieb) · U-Bahn-Strecke quer (außer Betrieb) · U-Bahn-Abzweig geradeaus und ehemals von rechts |  |                         |                         |
| ehemaliger U-Bahn-Bahnhof |  | Barfüsserplatz          | Barfüsserplatz          |
| U-Bahn-Strecke nach links · U-Bahn-Strecke von rechts |  |                         |                         |
| U-Bahn-Strecke von links · U-Bahn-Strecke quer · U-Bahn-Strecke quer · U-Bahn-Strecke quer · U-Bahn-Strecke nach rechts                                                 |  |                         |                         |
| U-Bahn-Strecke |  |                         |                         |
| ehemaliger U-Bahn-Bahnhof |  | Morgartenring           | Morgartenring           |
| U-Bahn-Strecke |  |                         |                         |
| U-Bahn-Kopfbahnhof Streckenende |  | Allschwil seit 1960     | Allschwil seit 1960     |

## Linie 8 (BVB)
Linie 8: Weil am Rhein – Neuweilerstrasse

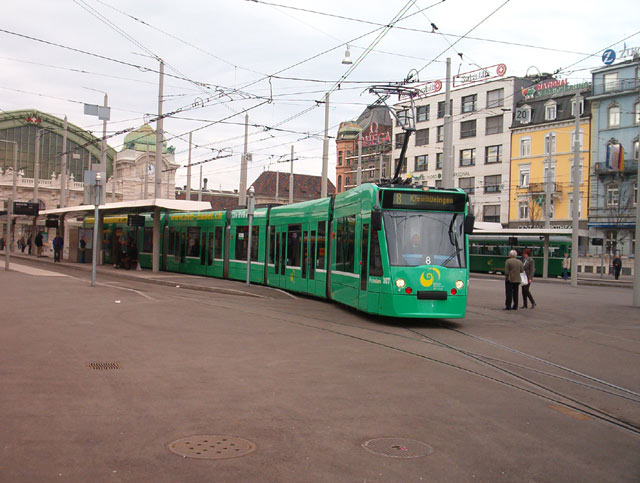
Auf der Linie 8 werden vorwiegend Combinos (Be 6/8) eingesetzt (hier auf der Linie 8 beim Bahnhof SBB)

Die Liniennummer 8 war von den Basler Strassen-Bahnen (B. St. B.) für die noch nicht erstellte Strecke vom Wiesenplatz ins Neubadquartier vorgesehen.

### Geschichte
Am 5. bis 9. Juli 1912 wurde ein Turnfest auf der Schützenmatte durchgeführt. Für diese fünf Tage wurde als Festzubringer eine Linie 8 vom Wiesenplatz via Claraplatz über die Mittlere Brücke – Marktplatz – Barfüsserplatz – Handelsbank – Aeschenplatz – Bahnhof SBB zur Schützenmatte geschaffen.
Bereits drei Monate später wurde die Nummer 8 wieder eingesetzt. Zwischen dem 1. Oktober 1912 bis 13. September 1913 wurde sie wieder ab Wiesenplatz via Claraplatz über die Mittlere Brücke – Marktplatz – Barfüsserplatz – Handelsbank – Aeschenplatz bis zum Bahnhof SBB eingesetzt.
Zwischen dem 14. September 1913 bis 30. Juli 1926 wurde die Linie 8 für unterschiedliche Dienste, immer ab Depot Wiesenplatz, via Claraplatz über die Mittlere Brücke – Marktplatz – Barfüsserplatz – Theater – Heuwaage – Innere Margarethenstrasse – Schützenmatte bis Missionsstrasse oder Brausebad eingesetzt.
Zwischen dem 31. Juli 1926 bis 21. Mai 1932 ab Kleinhüningen – Wiesenplatz – Claraplatz – Mittlere Brücke – Marktplatz – Barfüsserplatz – Theater – Heuwaage – Innere Margarethenstrasse – Schützenmatte bis Neuweilerstrasse.
22. Mai 1932 bis 6. Mai 1945 ab Kleinhüningen – Wiesenplatz – Claraplatz – Mittlere Brücke – Marktplatz – Barfüsserplatz – Handelsbank – Aeschenplatz – Bahnhof SBB – Schützenmatte – Neuweilerstrasse.
Ab dem 7. Mai 1945 bis 31. Dezember 1984 gab es keine offizielle Linie 8 mehr. Mit der Nummer 8 wurden lediglich einige ab Neuweilerstrasse zum Bahnhof SBB fahrenden Tramzüge bezeichnet.

### Ab 1985
Seit dem 3. Januar 1985 verkehren nach fast 40 Jahren wieder Tramzüge mit der Nummer 8. Die Nummer 18 wurde aufgehoben. Die Strecke der neuen Linie 8 war ab Mustermesse – Marktplatz – Aeschenplatz – Bahnhof SBB zur Neuweilerstrasse.

### Ab 1998
1998 tauschte der 8er seinen Einsatz mit dem 14er. Seit dem 27. Juni 1998 verkehrt nun die Linie 8 auf der seither fast unveränderten Fahrstrecke ab (Wiesenplatz) – Kleinhüningen – Inselstrasse – Ciba – Dreirosenbrücke – Bläsiring – Feldbergstrasse – Kaserne – Claraplatz – Rheingasse über die Mittlere Brücke – Schifflände – Marktplatz – Barfüsserplatz – Bankverein – Aeschenplatz – Bahnhof SBB – Markthalle – Zoo Bachletten – Schützenhaus – Bundesplatz – Bernerring – Laupenring – Neubad – Im Langen Loh – Neuweilerstrasse.
Die Linie 8 fährt durch dichtbevölkertes Stadtgebiet, quer durch Innenstadt und Geschäftsviertel. Dank diesem Umstand hat sie sich zur rentabelsten Tramlinie der BVB entwickelt.

### Ab 2014

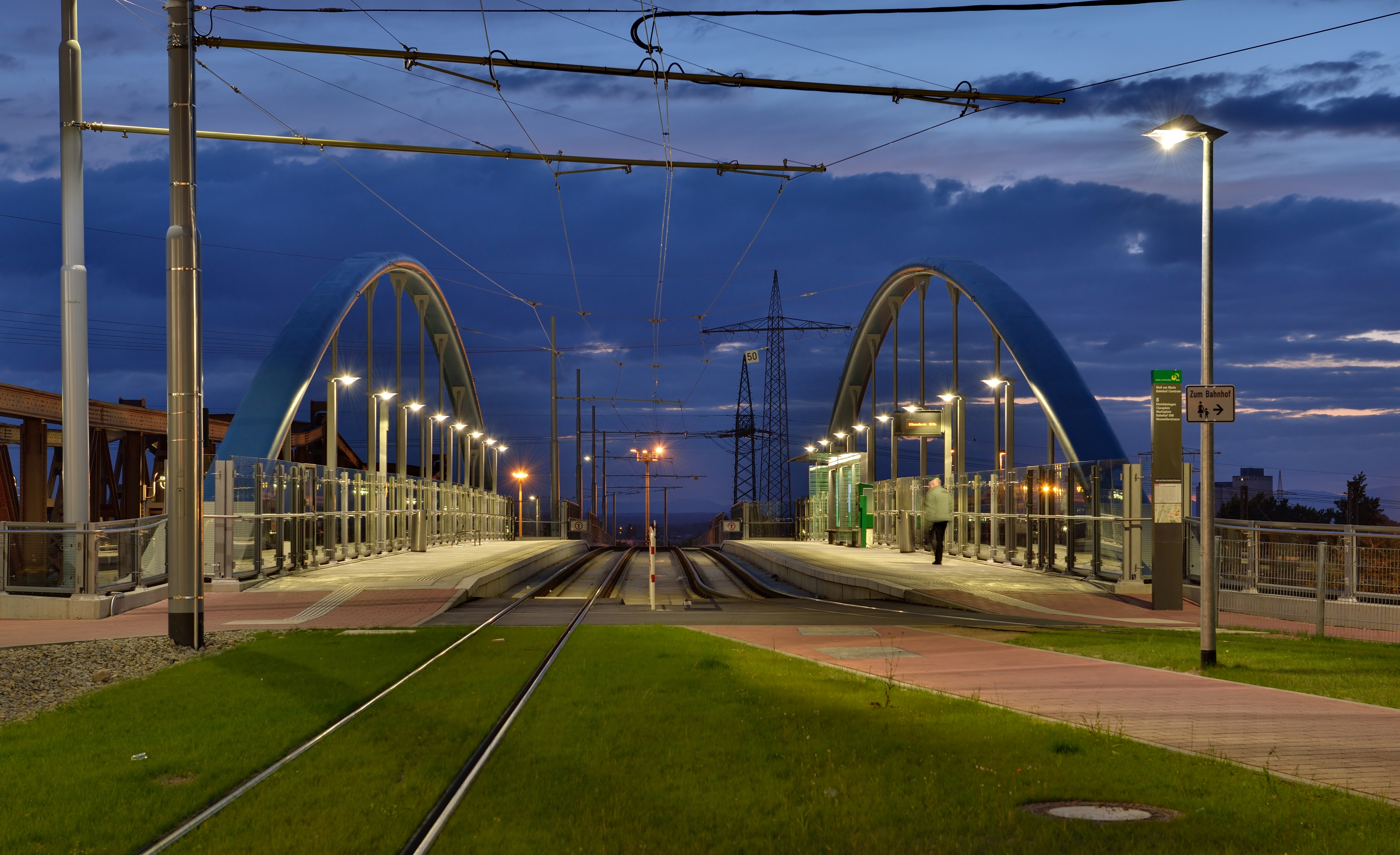
Strassenbahnbrücke der Linie 8 in Weil am Rhein

Die Linie 8 wurde via Weil – Friedlingen bis zum Bahnhof Weil am Rhein verlängert und ging zum Fahrplanwechsel am 14. Dezember 2014 in Betrieb.  Dies ist seit 47 Jahren die erste grenzüberschreitende Tramlinie nicht nur der BVB, sondern in Europa. Die Wendeschleife ist am Europaplatz. Die 2,8 km lange Neubaustrecke hat, inklusive zweier neu gebauter Brücken, 104 Millionen Franken gekostet. Anfang 2008 hatten sich die Finanzierungspartner darauf geeinigt, dass 77 % vom Schweizer Staat und vom Kanton Basel-Stadt übernommen werden. Der Rest wurde unter anderem durch die BVB, das Bundesland Baden-Württemberg und die Stadt Weil am Rhein finanziert. 
Die deutsche Schwerbehindertenfreifahrt gilt von Weil bis Claraplatz.

### Rollmaterial
Wie auf allen Linien waren auch auf dem 8er viele Jahre die Zweiachsmotorwagen Ce 2/2 mit ihren Anhängern C2 im Einsatz. In den 1950er Jahren wurden sie durch die Grossraummotorwagen Be 4/4 mit den passenden Anhängern abgelöst. Anfang der 1970er Jahre folgten die Gelenkmotorwagen Be 4/6 Düwag, ab 1986 die neue Generation der Be 4/4 und ab 1990 die Be 4/6, welche 1998 zu Be 4/6S «Sänfte» umgebaut wurden. Auf der rentabelsten Linie der BVB werden seit 2000 bis 2004 und ab 2007 vorwiegend Combino-Tramzüge Be 6/8 eingesetzt. Seit Dezember 2014 werden auch die neuen Be 4/6 Flexity eingesetzt.
| U-Bahn-Strecke von links · U-Bahn-Kopfbahnhof Streckenende und quer |  | Weil am Rhein Bahnhof/Zentrum (D) seit 2014 | Weil am Rhein Bahnhof/Zentrum (D) seit 2014 |
| U-Bahn-Kopfbahnhof Streckenanfang (Strecke außer Betrieb) · U-Bahn-Strecke                                                                                             |  | Kleinhüningen                               | Kleinhüningen                               |
| U-Bahn-Abzweig ehemals geradeaus und von links · U-Bahn-Bahnhof quer · U-Bahn-Abzweig geradeaus und von rechts                                                         |  | Kleinhüningen seit 1998                     | Kleinhüningen seit 1998                     |
| U-Bahn-Strecke · U-Bahn-Strecke geradeaus · U-Bahn-Kopfbahnhof Streckenanfang (Strecke außer Betrieb)                                                                  |  | Wiesenplatz                                 | Wiesenplatz                                 |
| U-Bahn-Strecke nach links · U-Bahn-Strecke quer · U-Bahn-Abzweig geradeaus, von rechts und ehemals von links · U-Bahn-Strecke nach rechts (außer Betrieb)              |  |                                             |                                             |
| U-Bahn-Strecke · U-Bahn-Kopfbahnhof Streckenanfang (Strecke außer Betrieb)                                                                                             |  | Mustermesse                                 | Mustermesse                                 |
| U-Bahn-Abzweig geradeaus und ehemals von links · U-Bahn-Strecke quer (außer Betrieb) · U-Bahn-Strecke nach rechts (außer Betrieb)                                      |  |                                             |                                             |
| U-Bahn-Brücke über Wasserlauf |  | Rhein                                       | Rhein                                       |
| U-Bahn-Kopfbahnhof Streckenanfang (Strecke außer Betrieb) · U-Bahn-Strecke                                                                                             |  | Missionsstrasse                             | Missionsstrasse                             |
| U-Bahn-Strecke (außer Betrieb) · U-Bahn-Abzweig ehemals geradeaus und nach links · U-Bahn-Strecke quer · U-Bahn-Strecke von rechts                                     |  |                                             |                                             |
| U-Bahn-Bahnhof (Strecke außer Betrieb) · U-Bahn-Strecke (außer Betrieb) · U-Bahn-Strecke                                                                               |  | Brausebad                                   | Brausebad                                   |
| U-Bahn-Abzweig ehemals nach links und von links · U-Bahn-Strecke quer · U-Bahn-Abzweig quer und ehemals nach rechts · U-Bahn-Strecke quer · U-Bahn-Strecke nach rechts |  |                                             |                                             |
| U-Bahn-Strecke |  |                                             |                                             |
| ehemaliger U-Bahn-Bahnhof |  | Neubad                                      | Neubad                                      |
| U-Bahn-Kopfbahnhof Streckenende |  | Neuweilerstrasse seit 1998                  | Neuweilerstrasse seit 1998                  |

## Linie 10 (BLT)

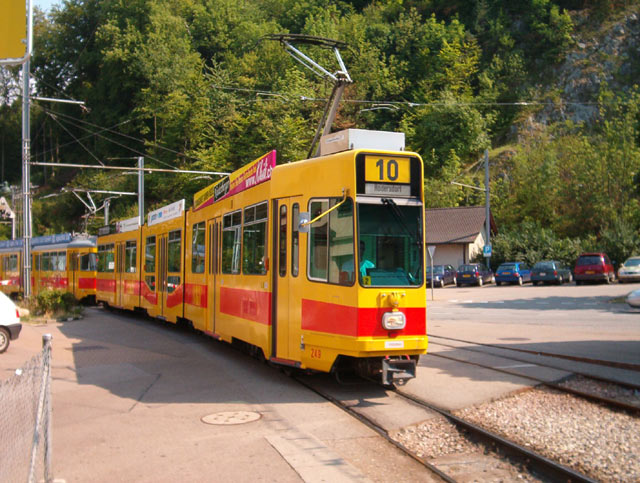
BLT-Wagen der Linie 10 (Be 4/8 mit Sänfte und Be 4/6) in Flüh

Linie 10: Dornach Bahnhof – Aeschenplatz – Rodersdorf
Die BLT-Linie 10 ist mit fast 26 km Länge die längste Tramlinie Basels und gehört zu den längsten Tramlinien Europas. Zudem befährt sie – als internationale Seltenheit – zwei Staaten (Schweiz und Frankreich) und drei Schweizer Kantone: Basel-Stadt, Basel-Landschaft und Solothurn. Sie verbindet das solothurnische Dornach via Birseck – Neuewelt/Grün 80/BL mit der Stadt Basel und fährt via Leimental und dem Bahnhof Leymen (Frankreich) bis nach dem – wieder im Kanton Solothurn gelegenen – Rodersdorf. Dies ergibt eine Fahrzeit von circa 62 Minuten.

### Geschichte
Am 6. Oktober 1902 wurde durch die Birseckbahn-Gesellschaft (BEB) die meterspurige Bahnstrecke Basel – Dornach eröffnet. Die Linie war über weite Strecken nur einspurig. Sie führte vom Aeschenplatz in Basel über Arlesheim BL nach Dornachbrugg SO. Vom Eröffnungstage an bis zum 31. Dezember 1915 wurde der Betrieb im Auftrag der BEB durch die Basler Strassen-Bahnen (B. St. B.), mit vier BEB-eigenen und zusätzlichen Motorwagen der B. St. B., geführt. Die B. St. B. teilten der neuen Linie die Nummer 10 zu.
Ab dem 1. Januar 1916 übernahm die Birseckbahn (BEB) die Betriebsführung und fuhr mit eigenem, zusätzlich angeschaftem Rollmaterial bis zum 31. Dezember 1974. In dieser Zeit verkehrten die Fahrzeuge mit dem Kopfschild «Dornach» oder «BEB». Die kleine Privatbahn litt stets unter Finanzknappheit. So fehlten die benötigten Mittel für längst notwendige Gleisarbeiten und Rollmaterial. Um 1957 drohte gar die Umstellung auf Busbetrieb. Dank grossem Widerstand der Bevölkerung von Dornach und Arlesheim gelang es, Bundesgelder für die grundlegende Sanierung der Bahn zu erhalten. So konnten 1970 neue Gelenkmotorwagen Be 4/6 von Schindler bestellt und die Gleisanlagen praktisch neu gebaut werden.
Am 20. Dezember 1974 fusionierten die privaten Vorortsbahn-Gesellschaften, die Birseckbahn AG (BEB), die Birsigthalbahn AG (BTB), die Trambahn Basel-Aesch AG (TBA) und die Basellandschaftliche Ueberlandbahn (BUeB), zur Baselland Transport AG (BLT).
Nach der Fusion erhielt die ehemalige BEB wieder die Liniennummer 10. Der Aeschenplatz blieb weiterhin die Endhaltestelle.
1984 wurde die Bahnstrecke Basel – Rodersdorf der bereits 1887 eröffneten Birsigthalbahn (BTB) durch die BLT auf Trambetrieb umgestellt. 1986 erfolgte der Anschluss ans Netz der städtischen Tramlinien. Die damalige Endstation auf der Basler Heuwaage erhielt eine Gleisverbindung an die Strecke: Innere Margarethenstrasse – Heuwaage – Steinentorstrasse. Bei der Theaterstrasse wurde eine Verbindung mit dem Steinenberg, in Richtung Bankverein, erstellt. Am 25. Oktober 1986 konnte die Linie 10 zum ersten Mal von Dornach über den Aeschenplatz via Theaterbogen – Heuwaage bis nach Rodersdorf verkehren.

### Ab 1986
Seit dem 25. Oktober 1986 ist die Linie 10 die längste (internationale) Tramlinie Europas, verkehrt sie doch zwischen Flüh und Rodersdorf bei Leymen über französisches Staatsgebiet. Die 26 km lange Strecke verfügt über 40 Stationen: Start im Birseck ab Dornach Bahnhof via Stollenrain – Arlesheim Dorf – Im Lee – Baselstrasse – Brown Boveri – Münchenstein Dorf – Elektra Birseck – Hofmatt – Zollweiden – Birseckstrasse – Neuewelt – Dreispitz – M Parc – Münchensteinerstrasse – Peter Merian – Bahnhof SBB – Aeschenplatz – Bankverein – Theater – Heuwaage – Zoo – Dorenbach – Binningen Oberdorf – Binningen – Bottminger Mühle – Batteriestrasse – Bottmingen – Stallen – Oberwil – Hüslimatt – Therwil – Känelmatt – Ettingen – Sonnenrain – Witterswil – Bättwil – Flüh und Leymen (Frankreich) nach Rodersdorf.
Bei der Industriezone Dreispitz befinden sich ein Tramdepot der BLT und eines der BVB. Die Tramgleise liegen, ab Neuewelt bis Münchensteinerstrasse, parallel zur Eisenbahnlinie Delémont – Basel. Die Münchensteinerbrücke führt die Tramlinien und den Strassenverkehr über das Gleisvorfeld des Bahnhofs SBB. Die Linien 10 und 11 der BLT kreuzen die Linie 15 der BVB. Seit Sommer 2001 zweigen auf der Brücke die Linien der BLT nach links ab. Eine neuerstellte Trasse führt, zum Teil durch die Bahnhofshalle der SBB, direkt auf den Centralbahnplatz.

### Neuerungen durch den Trambetrieb
Bedingt durch die Umstellung von Bahn- auf Trambetrieb, wurde in der Hüslimatt bei Oberwil ein Tramdepot errichtet. Zwischen der Hüslimatt und Rodersdorf gilt die Strecke als Überlandbahn. Die Fahrzeuge müssen über zusätzliche, entsprechende Bahnausrüstungen verfügen. Die Linie ist mit einem Streckenblock ausgestattet. Die Tramzüge benötigen ein Signalhorn für den Überlandbetrieb. Zwischen Ettingen und Rodersdorf ist die Strecke eingleisig geblieben. Bei der Heuwaage sowie in Oberwil (beim Depot), Ettingen, Flüh und Rodersdorf mussten Wendeschlaufen eingerichtet werden.

### Rollmaterial
Ab Betriebseröffnung bis 1921 wurden verschiedene Ausführungen von Zweiachsmotorwagen Ce 2/2, die ab 1934 bei der SLM in Winterthur zu Dreiachsfahrzeugen Ce 2/3 umgebaut wurden, in Dienst gestellt. 1916 erhielt die BEB vierachsige Motorwagen Ce 2/4 und vier Sommerwagen C2. Zwischen 1915 und 1919 wurden Zweiachsanhänger C2 von SWS gebaut. Um die Laufeigenschaften zu verbessern, liess die BEB auch diese Wagen ab 1946 bei der SLM zu Dreiachsanhängern C3 umbauen. 1964 kam testweise der Düwag GT6 Nr. 435 der Strassenbahn Mannheim auf der BEB zum Einsatz.  Es wurden aber keine Fahrzeuge dieses Typs gekauft, sondern acht luftgefederte Gelenkmotorwagen Be 4/6, von der Schindler-Waggon AG Pratteln (SWP), die teilweise mit angepassten Anhängern C3 der BEB oder B4 der BVB unterwegs waren. 1975 wurden weitere Be 4/6 bei SWP bestellt. Ab 1978 kam die neue Generation der Gelenkmotorwagen der SWP Be 4/6 und ab 1986 die zu Gelenkmotorwagen mit Sänfte umgebauten Be 4/8S zum Einsatz. Seit 2008 kommen vermehrt die neuen Be 6/10 «Tango» von Stadler Rail zum Einsatz, die die letzten ehemaligen BEB-Fahrzeuge bis 2016 ersetzten. Seither fahren auch die Be 4/8 und die Be 4/6 von 1978–1981 nur noch als Reservefahrzeuge auf dieser Linie.
| U-Bahn-Strecke von links · U-Bahn-Strecke quer · U-Bahn-Abzweig von rechts und ehemals von links · U-Bahn-Strecke von rechts (außer Betrieb)          |  |                           |                           |
| U-Bahn-Strecke von links (außer Betrieb) · U-Bahn-Abzweig geradeaus und ehemals von rechts · U-Bahn-Strecke · U-Bahn-Bahnhof (Strecke außer Betrieb)  |  | Aeschenplatz              | Aeschenplatz              |
| U-Bahn-Bahnhof (Strecke außer Betrieb) · U-Bahn-Strecke · U-Bahn-Abzweig geradeaus und ehemals von links · U-Bahn-Strecke nach rechts (außer Betrieb) |  | Heuwaage                  | Heuwaage                  |
| U-Bahn-Strecke nach links (außer Betrieb) · U-Bahn-Abzweig geradeaus und ehemals von rechts · U-Bahn-Strecke                                          |  |                           |                           |
| U-Bahn-Strecke · U-Bahn-Strecke |  |                           |                           |
| U-Bahn-Strecke · U-Bahn-Strecke |  |                           |                           |
| U-Bahn-Strecke · U-Bahn-Kopfbahnhof Strecke ab hier außer Betrieb                                                                                     |  | Dornach Bahnhof seit 1986 | Dornach Bahnhof seit 1986 |
| U-Bahn-Strecke · U-Bahn-Kopfbahnhof Streckenende (Strecke außer Betrieb)                                                                              |  | Dornachbrugg              | Dornachbrugg              |
| U-Bahn-Bahnhof |  | Ettingen                  | Ettingen                  |
| U-Bahn-Bahnhof |  | Flüh                      | Flüh                      |
| U-Bahn-Kopfbahnhof Streckenende |  | Rodersdorf seit 1986      | Rodersdorf seit 1986      |

## Linie 11 (BLT)

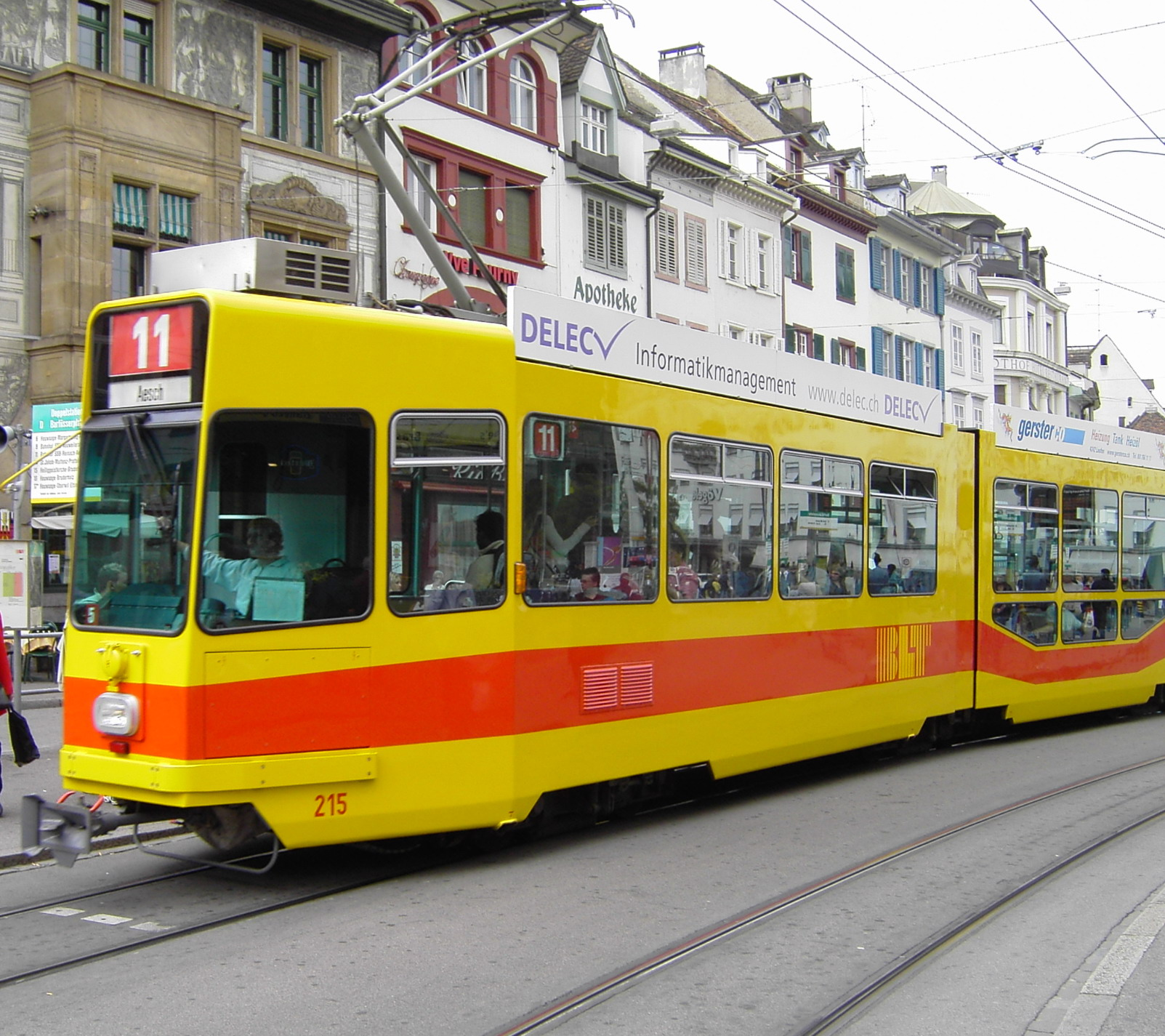
Abfahrbereiter Motorwagen Be 4/8 mit Sänfte der Linie 11 am Barfüsserplatz

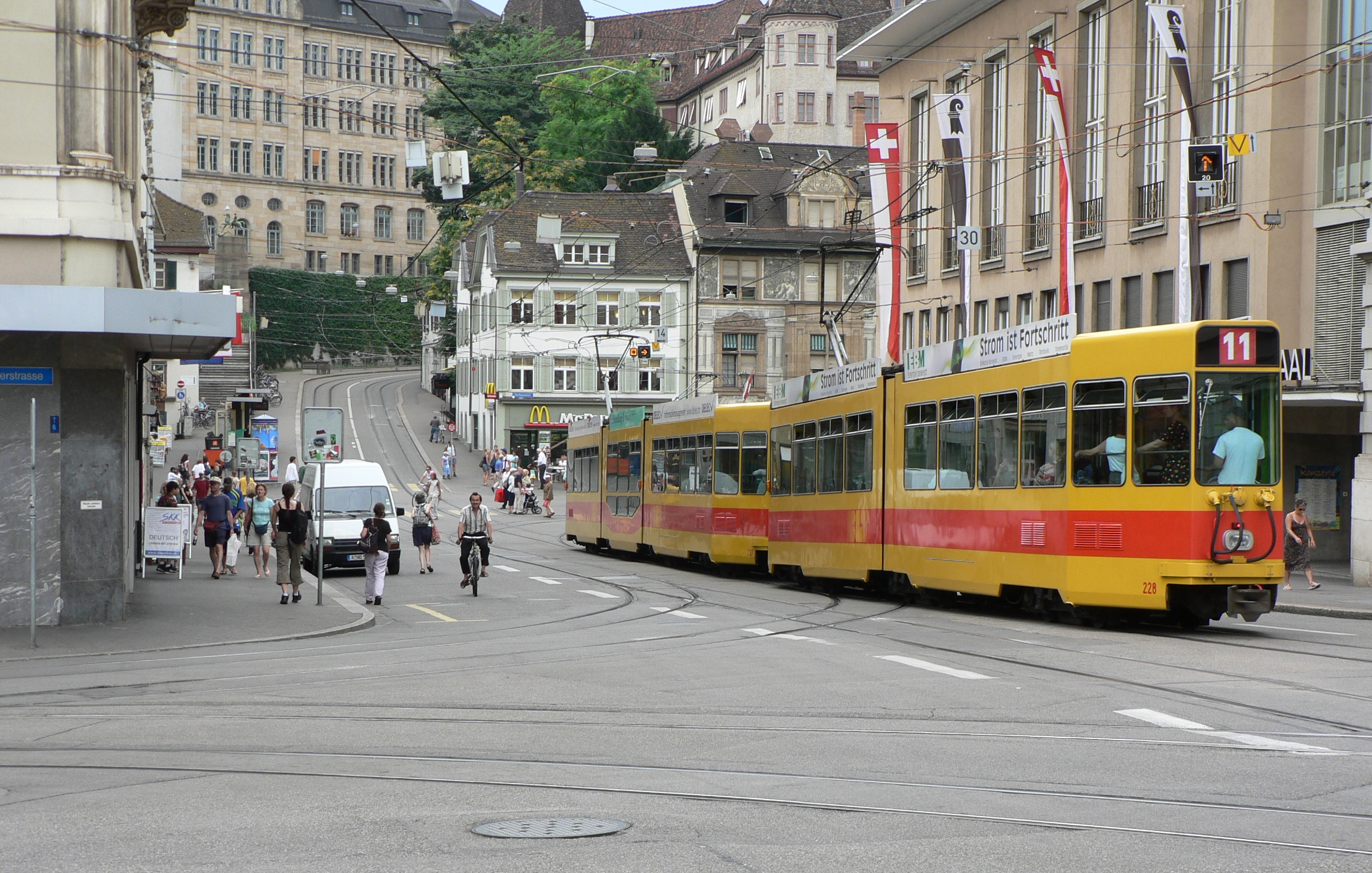
Blick vom Steinenberg in Richtung Barfüsserplatz mit Tramzug Be 4/8 mit Sänfte und Be 4/6 der BLT

Linie 11: St-Louis Grenze – Aesch
Die Linie 11 ist etwas über 14 km lang und führt von Aesch via Reinach über den Bahnhof Basel SBB und die Innenstadt bis nach St-Louis Grenze. Dies ergibt eine Fahrzeit von ca. 43 Minuten.

### Geschichte
Am 7. Dezember 1907 eröffnete die Trambahngesellschaft Basel-Aesch AG (TBA) die Bahnstrecke Basel – Aesch. Der TBA gehörten lediglich die durch sie erstellten Gleisanlagen ab dem Ruchfeld bis Aesch. Im Ruchfeld wurde eine Verbindung mit den bestehenden Gleisen der 1902 eröffneten Birseckbahn (BEB) erstellt. Ab Kantonsgrenze von Basel-Stadt waren die Gleise im Eigentum der Basler Strassen-Bahnen (B. St. B.). Beide Bahngesellschaften, TBA und BEB, hatten ihre Endstationen auf dem Aeschenplatz. Der Betrieb wurde seit Beginn durch die Basler Strassen-Bahnen (B. St. B.), ab 1946 die Basler Verkehrs-Betriebe (BVB), sichergestellt. Diese stellten auch das Rollmaterial und gaben der neuen Linie die Nummer 11. Aufgrund des hohen Fahrgastaufkommens waren damals auf keiner der anderen Linien derart lange Tramzüge anzutreffen. Hinter einem zweiachsigen Motorwagen Ce 2/2 waren bis zu vier Zweiachsanhänger C2 anzutreffen.
Am 20. Dezember 1974 fusionierten die privaten Vorortsbahn Gesellschaften, die Birseckbahn AG (BEB), die Birsigthalbahn AG (BTB), die Trambahn Basel-Aesch AG (TBA) und die Basellandschaftliche Ueberlandbahn (BUeB), zur Baselland Transport AG (BLT). Auch nach der Fusion wurde die Linie 11 weiterhin von den BVB betrieben.
Am 17. September 1994 wurde die Linie 11 bis St-Louis Grenze verlängert. Sie befreite die zu wenig Platz bietenden, kurzen Tramzüge der Linie 15 von dieser Aufgabe.

### Ab 1995
Seit dem 1. Januar 1995 hat die Baselland Transport AG (BLT) die Betriebsführung der Linie 11 mit eigenen Fahrzeugen übernommen. Nun verkehrt die BLT, für die BVB, über die Schifflände bis St-Louis Grenze. Am 30. Juni 2001 wurde die neue Gleisverbindung ab der Münchensteinerbrücke, durch die Bahnhofshalle des Bahnhofs SBB, direkt auf den Centralbahnplatz in Betrieb genommen.
Seit dem 1. Juli 2001 verkehrt nun die Linie 11 (ausser bei durch Baustellen bedingten Unterbrüchen) von St-Louis Grenze via Hüningerstrasse – Voltaplatz – Mülhauserstrasse – St. Johanns-Tor – Johanniterbrücke – Universitätsspital – Schifflände – Marktplatz – Barfüsserplatz – Bankverein – Aeschenplatz – Bahnhof SBB – Peter Merian – Münchensteinerstrasse – MParc – Dreispitz – Ruchfeld – Schaulager – Spengler – Loogstrasse – Gartenstadt – Heiligholz – Reinacherhof – Surbaum – Landhof – Lochacker – Landererstrasse – Reinach Dorf – Vogesenstrasse – Reinach Süd – Arlesheimerstrasse – Herrenweg nach Aesch.
Die ganze Linie 11 ist im offiziellen Kursbuch (Schweiz) aufgeführt.
| U-Bahn-Kopfbahnhof Streckenanfang                                                                                       |  | St-Louis Grenze seit 1994 | St-Louis Grenze seit 1994 |
| U-Bahn-Strecke |  |                           |                           |
| ehemaliger U-Bahn-Bahnhof                                                                                               |  | Schifflände               | Schifflände               |
| U-Bahn-Strecke |  |                           |                           |
| U-Bahn-Strecke nach links · U-Bahn-Abzweig von rechts und ehemals von links · U-Bahn-Strecke von rechts (außer Betrieb) |  |                           |                           |
| U-Bahn-Strecke · U-Bahn-Bahnhof (Strecke außer Betrieb)                                                                 |  | Aeschenplatz              | Aeschenplatz              |
| U-Bahn-Abzweig geradeaus und ehemals von links · U-Bahn-Strecke nach rechts (außer Betrieb)                             |  |                           |                           |
| U-Bahn-Strecke |  |                           |                           |
| U-Bahn-Strecke |  |                           |                           |
| U-Bahn-Strecke |  |                           |                           |
| U-Bahn-Strecke von links · U-Bahn-Strecke nach rechts                                                                   |  |                           |                           |
| U-Bahn-Strecke |  |                           |                           |
| U-Bahn-Kopfbahnhof Streckenende                                                                                         |  | Aesch seit 1907           | Aesch seit 1907           |

### Linie E11
Linie E11: Reinach Süd – Theater – Reinach Süd
Die Stammlinie wird an Schultagen während der Spitzenverkehrszeiten am Morgen und am Abend durch die Einsatzlinie E11 ergänzt. Diese fährt ab Reinach Süd via MParc – Münchensteinerstrasse – Heiliggeistkirche – Bahnhofeingang Gundeldingen – Markthalle – IWB – Heuwaage – Theater –  Aeschenplatz – Bahnhof SBB – Münchensteinerstrasse zurück nach Reinach Süd.
| U-Bahn-Strecke von links · U-Bahn-Bahnhof quer · U-Bahn-Strecke von rechts                       |  | Theater seit 2002     | Theater seit 2002     |
| U-Bahn-Strecke · U-Bahn-Strecke                                                                  |  |                       |                       |
| U-Bahn-Strecke · U-Bahn-Strecke                                                                  |  |                       |                       |
| U-Bahn-Strecke nach links · U-Bahn-Abzweig von links und von rechts · U-Bahn-Strecke nach rechts |  |                       |                       |
| U-Bahn-Strecke                                                                                   |  |                       |                       |
| U-Bahn-Strecke                                                                                   |  |                       |                       |
| U-Bahn-Strecke                                                                                   |  |                       |                       |
| U-Bahn-Kopfbahnhof Streckenende                                                                  |  | Reinach Süd seit 2002 | Reinach Süd seit 2002 |

### Rollmaterial
Ab Eröffnung, am 7. Dezember 1907, wurde das Rollmaterial durch die B. St. B., ab dem 1. Januar 1947 durch die BVB und ab dem 1. Januar 1995 durch die BLT gestellt. Ab 1907 verkehrten Zweiachsmotorwagen Ce 2/2 mit bis zu vier C2- oder C3-Anhängern. Auf dieser Überlandstrecke kamen Fahrzeuge zum Einsatz, die als Einzelexemplare im Bestand vorhanden waren. Dies begann mit dem 1915 durch die SIG abgelieferten Motorwagen Be 4/4 mit Mitteleinstieg und dem baugleichen Anhänger B4. 1930 gab es wieder ein Einzelexemplar, einen Ce 2/3 von SIG, mit passendem C3-Anhänger. Der Nächste kam 1931 von SWS, ein Ce 2/2 mit Mitteleinstieg und ebensolchem Anhänger. 1935 gab es noch ein Unikat von SWS, einen Ce 2/3, mit passendem Anhänger. Ab 1968 hielten die modernen Grossraumwagen Be 4/4 Einzug, ebenfalls mit Grossraumanhängern B4. Ab 1972 wurden dann die alten Ce-2/2-Motorwagen durch die luftgefederten Gelenkmotorwagen Be 4/6 von Düwag abgelöst.
Ab 1995 kamen Fahrzeuge der BLT auf der Linie 11 zum Einsatz. Gefahren wird hauptsächlich mit den SWP Be 4/8S «Sänfte». Als Anhänger werden SWP Be 4/6 oder die Be 4/6 der ehemaligen BEB verwendet.

## Linie 14 (BVB)
Linie 14: Pratteln – Aeschenplatz – Dreirosenbrücke

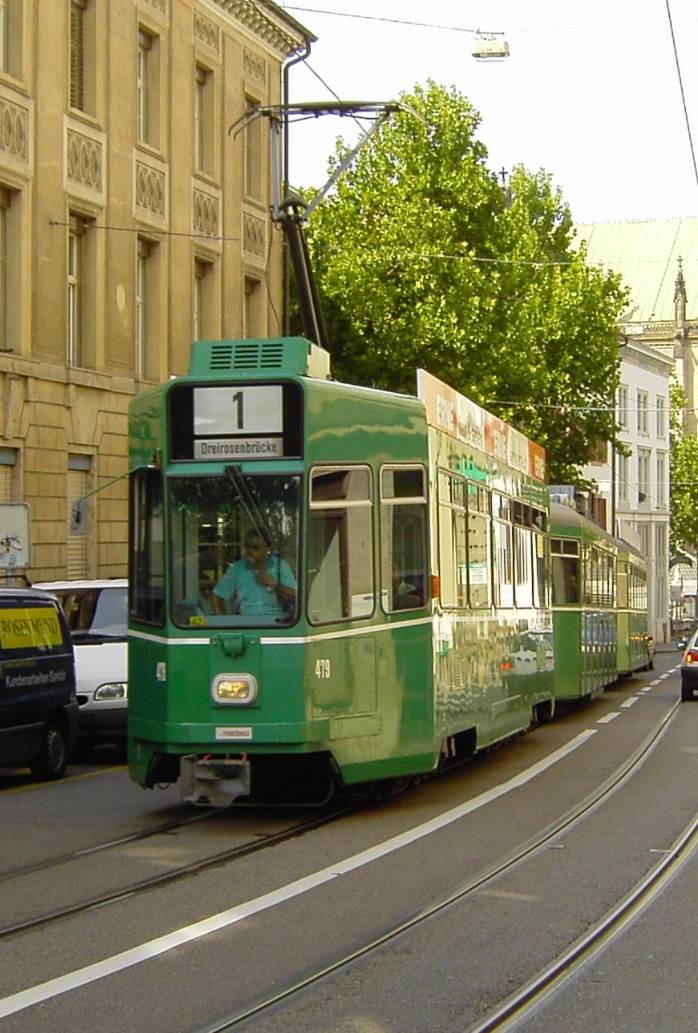
Typischer dreiteiliger Tramzug der Linie 1/14 Be 4/4 mit zwei B4 (hier auf der Linie 1)

Die Tramlinie 14 der Basler Strassen-Bahnen (B. St. B.) bediente die Strecke der 1922 durch die Basellandschaftliche Ueberlandbahn (BUeB) eröffnete Strecke zwischen dem Aeschenplatz in Basel und Pratteln.

### Geschichte
Bereits seit 1918 fuhren die Basler Strassen-Bahnen (B. St. B.) mit der Linie 14 vom Burgfelderplatz via Brausebad – Centralbahnplatz – Aeschenplatz – Zeughaus nach St. Jakob an die Basler Kantonsgrenze. Die Doppelspurstrecke endete in einer Wendeschleife.
Am 22. Oktober 1922 eröffnete die Basellandschaftliche Ueberlandbahn (BUeB) die Strecke (Aeschenplatz) – St. Jakob – Muttenz, wobei die BUeB ab Wendeschlaufe im St. Jakob eigene Gleise verlegten. Am östlichen Dorfausgang in Muttenz wurde die Wendeschleife «Wartenberg» erstellt. Bereits am 22. Oktober 1922 konnte die BUeB die vorerst einspurige Verlängerung nach Pratteln eröffnen. Auch Pratteln Dorf wurde mit einer Wendeschleife versehen. Seit Anbeginn wurde der Betrieb von Basel bis Muttenz und Pratteln im Auftrag der BUeB durch und mit Rollmaterial der Basler Strassen-Bahnen (B. St. B.), ab 1947 durch die BVB, geführt.
Am 20. Dezember 1974 fusionierten die privaten Vorortsbahn Gesellschaften, die Birseckbahn AG (BEB), die Birsigthalbahn AG (BTB), die Trambahn Basel-Aesch AG (TBA) und die Basellandschaftliche Ueberlandbahn (BUeB), zur Baselland Transport AG (BLT). Dadurch ging die Vorortslinie St. Jakob – Muttenz – Pratteln an die neu gegründete Gesellschaft über. Der Betrieb der Strecke verblieb jedoch, nun als Auftrag der BLT, weiterhin beim Nachfolgeunternehmen der Basler Strassen-Bahnen (B. St. B.), bei den Basler Verkehrs-Betrieben BVB. Auch die eingesetzten Fahrzeuge sind von den BVB. Als BLT-Linie 14, Aeschenplatz – Pratteln, war die Strecke im offiziellen Kursbuch aufgeführt.
Als Einsatzlinien verkehrten ab 1921 die Linie 12 Wiesenplatz – Muttenz und ab 1932 die Linie 22 Schifflände (ab 1972 Kleinhüningen) – Schänzli. Aufgrund der steigenden Fahrgastzahlen bis Pratteln konnte der Fahrplan Muttenz – Pratteln 1978 verdichtet werden, und die beide Linien wurden eingestellt.
Von 1922 bis 1932 und 1972 bis 1998 bediente die Linie 14 den Wiesenplatz mit dem gleichnamigen Tramdepot. Dies könnte der Grund sein, weshalb dort ein Restaurant den Namen Depot 14 trägt.
Die Endhaltestellen in Basel änderten immer wieder. So fuhr der 14er von Pratteln zwischen 1922 und 1932 zum Wiesenplatz, von 1932 bis 1939 zur Mustermesse, von 1939 bis 1972 zur Schifflände und von 1972 bis 1998 nach Kleinhüningen.

### Ab 1998
Der 14er tauschte am 27. Juni 1998 den Einsatz mit der Tramlinie 8 und endete fortan beim Messeplatz.
Die Linie war 11,5 km lang und führte ab Pratteln über Muttenz und St. Jakob via Aeschenplatz – Bankverein – Barfüsserplatz – Marktplatz – Schifflände über die Mittlere Brücke – Rheingasse – Claraplatz zum Messeplatz.

### Ab 2001
Der Bau des Messeturms 2001 hatte zur Folge, dass die Wendeschlaufe auf dem Messeplatz abgerissen werden musste. Daher wurde die Linie 14 bis zur Dreirosenbrücke verlängert und fährt von dort aus als Linie 1 weiter bis zum Bahnhof SBB. Zeitweise fährt der 1er der Linie 2 entlang bis zum Badischen Bahnhof. Dadurch verlängert sich die Fahrstrecke auf 19,3 km.
Seit dem 30. Juni 2001 ist nun die Fahrstrecke der Linie 14 ab Pratteln – Bahnhofstrasse – Gempenstrasse – Kästeli – Lachmatt – Rothausstrasse – Muttenz Dorf – Schützenstrasse – Zum Park – Käppeli – Freidorf – Schänzli – St. Jakob – Zeughaus – Karl Barth-Platz – Grellingerstrasse – Sevogelplatz – Hardstrasse – Aeschenplatz – Bankverein – Barfüsserplatz – Marktplatz – Schifflände über die Mittlere Brücke – Rheingasse – Claraplatz – Clarastrasse – Messeplatz – Riehenring – Musical Theater – Brombacherstrasse – Dreirosenbrücke.

### Rollmaterial
Erst 1972 wurden die alten Zweiachsmotorwagen Ce 2/2 und die eingesetzten C2-Anhänger durch eine neuere Fahrzeuggeneration abgelöst. Wegen der Längen der Tramlinien 6 und 14 setzten die BVB ihre Be-4/6-Gelenkmotorwagen Düwag mit vierachsigen Anhängern vorwiegend auf diesen Strecken ein. Aufgrund Rollmaterialmangels Mitte der 1980er Jahre erhielt die BVB Unterstützung durch die BLT, so kamen ausnahmsweise einige gelbe Gelenkmotorwagen, die sonst auf den Linien 10 und 11 verkehrten, auf die Linie 14.
Infolge der Combino-Krise (Combinos kamen selten auf der Linie 14 zum Einsatz) von 2004 bis 2006 herrschte in Basel akuter Mangel an Schienenfahrzeugen. Von den Städtischen Verkehrsbetrieben Bern (SVB) wurden der BVB ausrangierte Gelenkmotorwagen Be 8/8 ausgeliehen. Per Lastwagen mit Tiefladeanhängern erfolgte der Transport nach Basel. Die «Berner» kamen vorwiegend auf den Linien 1 und 14 zum Einsatz.
Bis 2017 verkehrten Be 4/4 (Cornichon) mit zwei B4 sowie Be 4/6S (Sänfte) mit B4, auch Be 4/6 Düwag in Doppeltraktion waren bis 2016 anzutreffen. Seit dem 1. Oktober 2017 fahren auf der Linie 1/14 nur noch Combinos und Flexitys.
|  |  |  |  |  | Kleinhüningen             |  |
|  |  |  |  |  | Wiesenplatz               |  |
|  |  |  |  |  |                           |  |
|  |  |  |  |  | Dreirosenbrücke seit 2001 |  |
|  |  |  |  |  | Mustermesse               |  |
|  |  |  |  |  |                           |  |
|  |  |  |  |  | Missionsstrasse           |  |
|  |  |  |  |  | Rhein                     |  |
|  |  |  |  |  | Schifflände               |  |
|  |  |  |  |  |                           |  |
|  |  |  |  |  |                           |  |
|  |  |  |  |  |                           |  |
|  |  |  |  |  |                           |  |
|  |  |  |  |  |                           |  |
|  |  |  |  |  | St. Jakob                 |  |
|  |  |  |  |  |                           |  |
|  |  |  |  |  | Muttenz                   |  |
|  |  |  |  |  | Pratteln seit 1922        |  |

## Linie 15 (BVB)
Linie 15: Bruderholz – Bankverein – Messeplatz

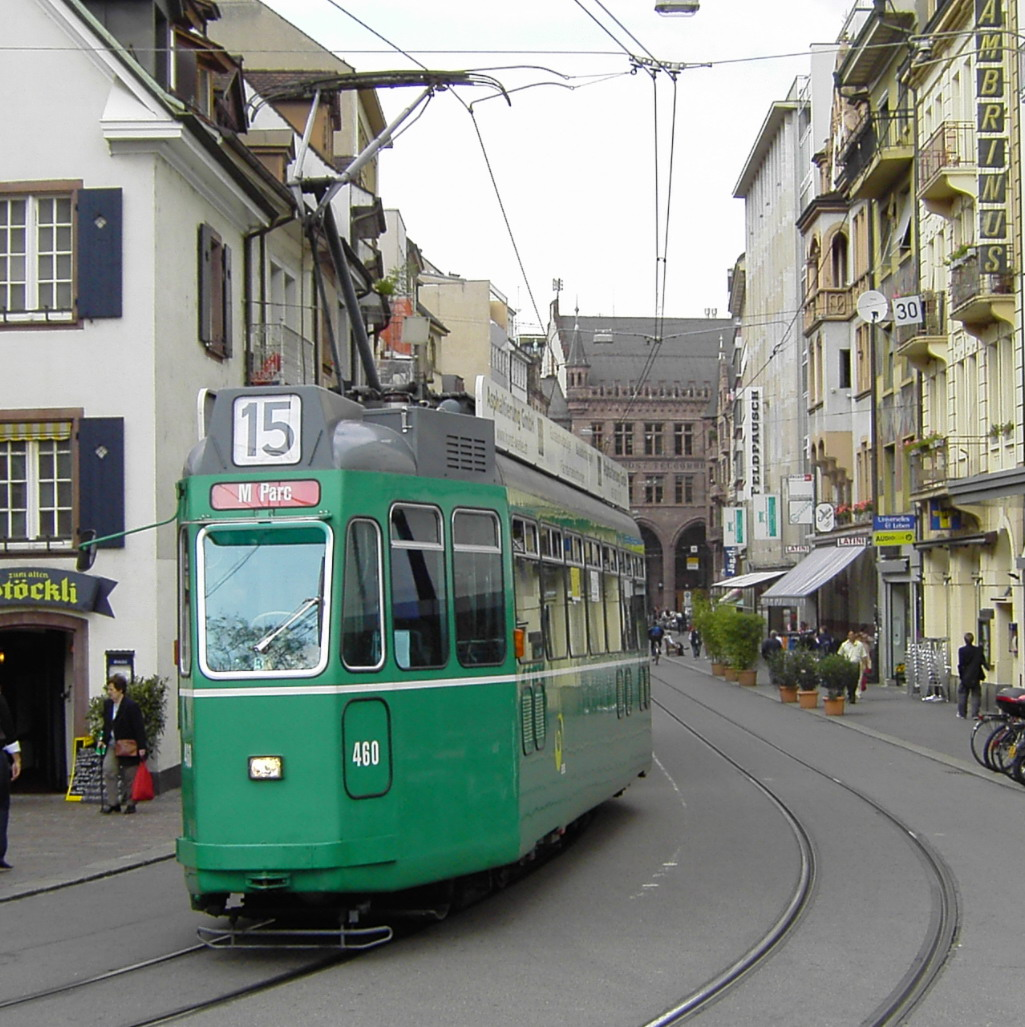
Typischer Zug der Linie 15 kurz vor dem Barfüsserplatz, bestehend aus einem Schweizer Standardwagen Be 4/4 samt passendem Anhänger (B4). Die rote Zielangabe weist auf ein von der ursprünglichen Linie abweichendes Ziel hin.

Bereits 1910 eröffneten die Basler Strassen-Bahnen (B. St. B.) eine Tramlinie 15, die die Basler Innenstadt mit dem im damals zum Deutschen Reich gehörenden Elsass liegenden Hüningen verband.

### Geschichte
Am 16. Dezember 1910 nahmen die Basler Strassen-Bahnen (B. St. B.) den Betrieb auf der Strecke St. Johanns-Tor nach Hüningen auf. Ab dem Weihnachtstag wurde die Verbindung bis zum Barfüsserplatz verlängert. Mit dieser Linie sollte den Gemüsefrauen von Hüningen der Zugangsweg zum Basler Marktplatz erleichtert werden. Am 1. Mai 1911 wurde die Linie 15 an die 6 angehängt und die Nummer 15 aufgehoben.
Erst am 1. Juli 1915 wurde der Nummer 15 der B. St. B. wieder ein Fahrdienst zugeordnet. Bis 14. Mai 1927 bediente sie die Strecke: Barfüsserplatz – Denkmal – Leimgrubenweg – Bruderholz (= Lerchenstrasse). Da es auf dem Bruderholz keine Wendeschleife gab, musste der Anhänger über einen Gleiswechsel umfahren werden.
Ab 1927 bis 1942 verkehrte der 15er ab St-Louis Grenze – Barfüsserplatz – Denkmal – Leimgrubenweg auf das Bruderholz. Immer noch wurde dort der Anhänger umfahren.
Die Linie 15 der Basler Strassen-Bahnen (B. St. B.), ab 1947 der Basler Verkehrs-Betriebe BVB, erhielt am 7. Mai 1945 ihre langjährige Stammstrecke. Nun verkehrte sie von St-Louis Grenze – Hüningerstrasse – Voltaplatz – Mülhauserstrasse – St. Johanns-Tor – Johanniterbrücke – Universitätsspital – Schifflände – Marktplatz – Barfüsserplatz – Bankverein – Aeschenplatz – Heiliggeistkirche – Tellplatz – Wolfschlucht auf das Bruderholz.
Als 1968 die neuen Grossraum-Einrichtungsmotorwagen, die Be 4/4, auf der Linie 15 über das Bruderholz eingesetzt wurden, mussten die beiden Linien 15 und 16 verknüpft werden. Nach Nummernwechsel wird die Fahrt fortgesetzt.

### Ab 1994
Da über das Bruderholz nur kurze Tramzüge verkehren können und das Fahrgastaufkommen im unteren Teil der Strecke, Innenstadt bis St. Louis Grenze, stark zunahm, wurde per 17. September 1994 die Linie 15 auf der Strecke nach St-Louis Grenze durch die Linie 11 der BLT abgelöst. Der 15er verkehrte seitdem ab der Mustermesse via Wettsteinbrücke – Aeschenplatz – Wolfschlucht auf das Bruderholz.

### Ab 2001
Da der Messeturm gebaut wurde, musste die Wendeschlaufe beim Messeplatz im Jahr 2001 entfernt werden. Betroffen waren die Linien 1, 14 und 15. Der 15er benützt seitdem nur noch in Fahrtrichtung Messeplatz die Wettsteinbrücke. In der Gegenrichtung verkehrt er durch die Innenstadt über die Mittlere Brücke. Somit hat der 15er am einen Ende eine kleine «Ringlinie». Seine Fahrstrecke ist: Bruderholz – Airolostrasse – Studio Basel – Lerchenstrasse – Wolfschlucht – Bruderholzstrasse – Tellplatz – Heiligholzstrasse – Grosspeterstrasse – Denkmal – Aeschenplatz – Bankverein – Kunstmuseum – Wettsteinplatz – Messeplatz – Clarastrasse – Claraplatz – Rheingasse – Schifflände – Marktplatz – Barfüsserplatz – Bankverein – Aeschenplatz via Wolfschlucht wieder auf das Bruderholz.
Aufgrund des Baus des Parking Kunstmuseum verlief die Linie 15 ab dem 28. März 2019 bis Ende 2020 in beide Richtungen ab Bankverein via Barfüsserplatz zur Schifflände.
Seit dem Fahrplanwechsel im Sommer 2001 führt die Linie 15/16 an vielen Basler Sehenswürdigkeiten vorbei. Der Verkehrsverein Basel propagiert die Linie 15/16 sogar als «Panoramalinie».

### Rollmaterial
Ab 1968 wurden die alten Zweiachsmotorwagen Ce 2/2 mit C2-Anhänger durch die neuen, luftgefederten Standardmotorwagen Be 4/4 mit B4-Anhänger abgelöst. Seit den 70er Jahren waren auch die Be 4/6 Düwag, ab 1986 die neue Generation der Be-4/4-Motorwagen mit vierachsigen Anhängern B4 und ab 1990 die Gelenkmotorwagen Be 4/6S mit Niederflur-Mittelteilen (Sänfte) im Einsatz. Seit 2017 kommen fünfteilige Flexity zum Einsatz, Be 4/4 mit B4S werden nur noch in geringem Ausmass eingesetzt. Die Haltestellen des Abschnitts Tellplatz–Bruderholz sind nur auf kurze Züge ausgelegt, daher können Combino und siebenteilige Flexity nicht eingesetzt werden. 
|  |  |  |  |  | Huningue (F)         |  |
|  |  |  |  |  |                      |  |
|  |  |  |  |  | St-Louis Grenze      |  |
|  |  |  |  |  |                      |  |
|  |  |  |  |  |                      |  |
|  |  |  |  |  | St. Johanns-Tor      |  |
|  |  |  |  |  | Barfüsserplatz       |  |
|  |  |  |  |  | Schifflände          |  |
|  |  |  |  |  | Rhein                |  |
|  |  |  |  |  | Messeplatz seit 1994 |  |
|  |  |  |  |  | Rhein                |  |
|  |  |  |  |  |                      |  |
|  |  |  |  |  |                      |  |
|  |  |  |  |  |                      |  |
|  |  |  |  |  |                      |  |
|  |  |  |  |  |                      |  |
|  |  |  |  |  | Bruderholz seit 1945 |  |

## Linie 16 (BVB)
Linie 16: Bruderholz – Schifflände – Badischer Bahnhof

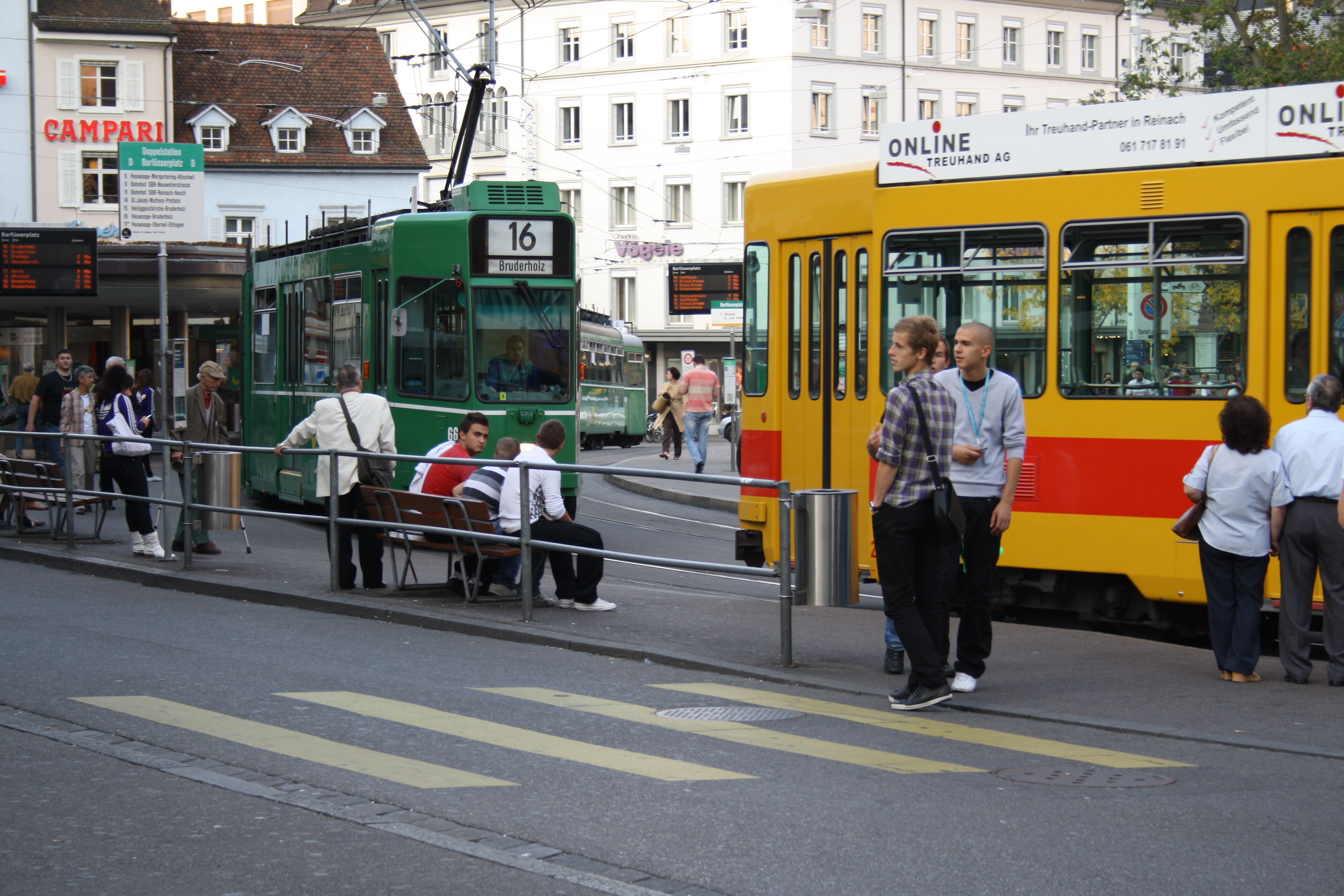
Tramlinie 16 am Barfüsserplatz

1930 eröffneten die Basler Strassen-Bahnen (B. St. B.) die als Linie 16 bezeichnete Tramstrecke vom Bruderholz – Wolfschlucht – Heuwaage – Schifflände zum Badischen Bahnhof.

### Geschichte
Am 15. Mai 1930 wurde eine weitere städtische Tramlinie durch die Basler Strassen-Bahnen (B. St. B.) eröffnet. Sie erhielt die Nummer 16 und führte vom Badischen Bahnhof durch die Innenstadt und die Wolfschlucht auf das Bruderholz. Auch die Tramzüge der Linie 16 mussten auf dem Bruderholz ihren Anhänger über einen Gleiswechsel umfahren, da eine Wendeschleife nicht gebaut werden konnte.
Ab 22. Mai 1932 bis 3. Dezember 1939 wurde die Linie 16 über den Badischen Bahnhof via Eglisee bis Riehen Grenze verlängert. Bis zum 31. März 1968 wechselte die Endhaltestelle zwischen Schifflände und Mustermesse alle paar Jahre. Seit 1972 ist es aber bei der Schifflände geblieben. Änderungen gab es nur noch infolge Bauarbeiten.

### Ab 1968
Als 1968 die neuen Grossraum-Einrichtungsmotorwagen, die Be 4/4, auf der Linie 16 über das Bruderholz eingesetzt wurden, mussten die Linien 15 und 16 verknüpft werden. Nach Nummernwechsel wird die Fahrt fortgesetzt. Per 1. April 1968 fährt der 16er zudem nicht mehr via Wolfschlucht, sondern über den Jakobsberg auf das Bruderholz. Ab seiner Endhaltestelle ist die neue Fahrstrecke des 16er Schifflände – Marktplatz – Barfüsserplatz – Theater – Heuwaage – Markthalle – IWB – Bahnhof Gundeldingen – Solothurnerstrasse – Tellplatz – Heiliggeistkirche – Zwinglihaus – Mönchsbergerstrasse – Leimgrubenweg – Jakobsberg – Hechtliacker – Hauensteinerstrasse – Bruderholz. Nach Nummernwechsel auf die 15 wird weitergefahren – bis zum Messeplatz.
Seit dem Fahrplanwechsel im Sommer 2001 führt die Linie 15/16 an vielen Basler Sehenswürdigkeiten vorbei. Der Verkehrsverein Basel propagiert die Linie 15/16 sogar als «Panoramalinie».

### Rollmaterial
Ab 1968 wurden die alten Zweiachsmotorwagen Ce 2/2 mit C2 Anhänger, durch die neuen, Luftgefederten Standardmotorwagen Be 4/4 mit B4 Anhänger abgelöst. Seit den 70er Jahren waren auch die Be 4/6 Düwag, ab 1986 die neue Generation der Be-4/4-Motorwagen mit vierachsigen Anhängern B4 und ab 1990 die Gelenkmotorwagen Be 4/6S mit Niederflur-Mittelteilen (Sänfte) im Einsatz. Seit 2017 kommen fünfteilige Flexity zum Einsatz, Be 4/4 mit B4S werden nur noch in geringem Ausmass eingesetzt. Die Haltestellen des Abschnitts Jakobsberg–Bruderholz sind nur auf kurze Züge ausgelegt, daher können Combinos
```
und siebenteilige Flexity nicht eingesetzt werden. 
```

| U-Bahn-Kopfbahnhof Streckenanfang (Strecke außer Betrieb)                                                                           |  | Riehen Grenze         | Riehen Grenze         |
| U-Bahn-Bahnhof (Strecke außer Betrieb)                                                                                              |  | Riehen Dorf           | Riehen Dorf           |
| U-Bahn-Strecke (außer Betrieb) |  |                       |                       |
| U-Bahn-Bahnhof (Strecke außer Betrieb)                                                                                              |  | Eglisee               | Eglisee               |
| U-Bahn-Strecke von links (außer Betrieb) · U-Bahn-Bahnhof quer (Strecke außer Betrieb) · U-Bahn-Strecke nach rechts (außer Betrieb) |  | Badischer Bahnhof     | Badischer Bahnhof     |
| U-Bahn-Bahnhof (Strecke außer Betrieb)                                                                                              |  | Mustermesse           | Mustermesse           |
| U-Bahn-Strecke (außer Betrieb) |  |                       |                       |
| U-Bahn-Brücke über Wasserlauf (Strecke außer Betrieb)                                                                               |  | Rhein                 | Rhein                 |
| U-Bahn-Strecke von links · U-Bahn-Abzweig von rechts und ehemals von links · U-Bahn-Strecke nach rechts (außer Betrieb)             |  |                       |                       |
| U-Bahn-Bahnhof · U-Bahn-Strecke geradeaus                                                                                           |  | Schifflände seit 1972 | Schifflände seit 1972 |
| U-Bahn-Strecke nach links · U-Bahn-Abzweig geradeaus und von rechts                                                                 |  |                       |                       |
| U-Bahn-Strecke |  |                       |                       |
| U-Bahn-Strecke |  |                       |                       |
| U-Bahn-Strecke |  |                       |                       |
| U-Bahn-Strecke nach links · U-Bahn-Abzweig quer und ehemals von rechts · U-Bahn-Strecke quer · U-Bahn-Strecke von rechts            |  |                       |                       |
| U-Bahn-Strecke (außer Betrieb) · U-Bahn-Strecke                                                                                     |  |                       |                       |
| U-Bahn-Strecke (außer Betrieb) · U-Bahn-Strecke                                                                                     |  |                       |                       |
| U-Bahn-Strecke nach links (außer Betrieb) · U-Bahn-Kopfbahnhof Strecke bis hier außer Betrieb und quer · U-Bahn-Strecke nach rechts |  | Bruderholz seit 1930  | Bruderholz seit 1930  |

## Linie 17 (BLT)
Linie 17: Ettingen – Schifflände (– Wiesenplatz)
Die Linie 17 ist eine Basler Strassenbahnlinie der Baselland Transport AG (BLT). Diese führt auf der Linie 10 von Montag bis Freitag in den Spitzenverkehrszeiten (morgens und abends) sowie am Samstagnachmittag von Ettingen via Theater zur Schifflände bzw. zum Wiesenplatz Einsatzkurse.

### Geschichte
Am 4. Oktober 1887 eröffnete die Birsigthalbahn AG ihre erste Teilstrecke von Basel Steinentorstrasse nach Therwil. Am 11. Oktober 1888 folgte die Eröffnung der Verlängerung nach Flüh und per 1. Mai 1910 das letzte Teilstück von Flüh nach Leimen und ins solothurnische Rodersdorf.
Wegen Netzerweiterung der Basler Strassen-Bahnen (B. St. B.) musste die Endhaltestelle per 2. April 1900 von der Steinentorstrasse auf den Heuwaageplatz verlegt werden.
Ab 1966 erhielt die Birsigthalbahn neue Pendelzüge, bestehend aus einem Triebwagen BCe 4/4 und einem Steuerwagen Bt4 von Schindler Waggon Pratteln (SWP). Die Kompositionen wurden mit einem Zwischenwagen verstärkt. Dadurch konnte der bis zu 60 Jahre alte Fahrzeugbestand ausgemustert werden. Da an beiden Endhaltestellen keine Wendeschlaufen vorhanden waren, brachten die Pendelzüge erhebliche betriebliche Erleichterungen.
Als die Birsigthalbahn AG (BTB) per 20. Dezember 1974 mit der Birseckbahn AG (BEB), der Trambahn Basel-Aesch AG (TBA) und der Basellandschaftlichen Ueberlandbahn (BUeB) zur Baselland Transport AG (BLT) fusionierte, erhielt die Vorortsbahn von Basel nach Rodersdorf im Anschluss an die städtischen Tramlinien die Liniennummer 17. Die Pendelzüge der ehemaligen BTB wurden nicht in die Hausfarben der BLT umlackiert. Sie verkehrten weiterhin im hellblauen Farbkleid, erhielten lediglich ein weisses BLT-Signet und die Nummer 17.
Erst in der Nacht vom 26. auf den 27. Oktober 1984 wurde die Bahnstrecke Basel – Rodersdorf auf Strassenbahnbetrieb umgestellt. Die blauen BLT-Fahrzeuge wurden durch die gelb/roten Trams der BLT ersetzt. Die Nummer 17 wurde beibehalten.

### Ab 1986
Per 24. Oktober 1986 konnte die Verbindung mit dem städtischen Tramnetz realisiert werden. Die Endhaltestelle Heuwaage wurde mit den auf der Heuwaage bestehenden Gleisen der BVB verbunden. An der Einmündung Theater auf den Steinenberg war ebenfalls eine Verbindung in Richtung Bankverein – Aeschenplatz erforderlich.
Am 25. Oktober 1986 übernahm die Linie 10 die Fahrstrecke des 17ers. Dadurch wurde die längste grenzüberschreitende Tramlinie Europas geschaffen.
Die nun freigewordene Nummer 17 wurde ab dem 25. Oktober 1986 für Einsatzkurse an Werk- und Samstagen während der Spitzenverkehrszeiten verwendet. Gefahren wird seither jeweils ab Ettingen – Känelmatt – Therwil – Hüslimatt – Oberwil – Stallen – Bottmingen – Batteriestrasse – Binningen – Binningen Oberdorf – Dorenbach – Zoo – Heuwaage – Theater – Barfüsserplatz – Marktplatz – Schifflände – Rheingasse – Claraplatz – Kaserne – Feldbergstrasse – Bläsiring – Dreirosenbrücke – Ciba – Wiesenplatz. Dies dient der Entlastung der Linie 10 und der Tramlinie nach Kleinhüningen. Bei speziellen Anlässen in Basel wurde früher auch der Messeplatz angefahren. Die Linie 17 ist im offiziellen Kursbuch aufgeführt.

### Neuerungen durch den Trambetrieb
Bedingt durch die Umstellung von Bahn- auf Trambetrieb, wurde in der Hüslimatt bei Oberwil ein Tramdepot errichtet. Zwischen der Hüslimatt und Rodersdorf gilt die Strecke als Überlandbahn. Alle Fahrzeuge, die auf dieser Strecke verkehren, müssen zusätzlich über entsprechende Bahnausrüstungen verfügen. Die Linie ist mit einem Streckenblock ausgestattet. Die Tramzüge benötigen ein Signalhorn für den Überlandbetrieb. Zwischen Ettingen und Rodersdorf ist die Strecke eingleisig geblieben. Bei der Heuwaage sowie in Oberwil (beim Depot), Ettingen, Flüh und Rodersdorf mussten Wendeschlaufen eingerichtet werden.

### Rollmaterial
Ab Eröffnung waren Dampflokomotiven vom Typ G 3/3 (Kastenlokomotiven) im Einsatz. Bereits 1905 wurde die Birsigthalbahn (BTB) auf den elektrischen Fahrbetrieb umgestellt. Zwischen 1905 und 1953 beschaffte die Bahn diverse Generationen von Vierachsmotorwagen BCe 4/4 mit entsprechenden Anhängern. Auch Occasionsfahrzeuge wurden bei anderen Gesellschaften erworben. Erst 1966 konnten moderne Pendelzüge, bestehend aus Triebwagen ABe 4/4, Zwischenwagen und Steuerwagen Bt4, in Dienst gestellt werden. Diese Pendelzüge verkehrten ab 1974 als Linie 17 unter der BLT-Flagge. Ab 1984 waren auf der ehemaligen BTB-Strecke die Gelenkmotorwagen Be 4/6 (Bj. 1971/72) der ehemaligen Bahnstrecke Basel – Dornach der BEB anzutreffen. Auch setzte die BLT ihre neuen Be 4/6 (Bj. 1978–1981) ein. Ab 1986 verkehrte die Einsatzlinie 17 vorwiegend mit den Be 4/8S «Sänfte» mit B4-Anhängern. Als letztere 2012 ausrangiert wurden, verkehrten auf der Linie 17 Be 4/8 mit Be 4/6 der Serien 101ff. und 201ff. sowie die neuen Be 6/10 Tango. Seit 2016 verkehren auf der Linie 17 überwiegend «200er» Be 4/8+Be 4/6, selten auch Tango Be 6/10. Seit dem 3. September 2024 verkehren auf der Linie 17 die neuen Be 8/10 Tina Fahrzeuge von Stadler.
|  |  |  |  |  | Riehen Grenze         |  |
|  |  |  |  |  |                       |  |
|  |  |  |  |  |                       |  |
|  |  |  |  |  |                       |  |
|  |  |  |  |  | Wiesenplatz seit 1986 |  |
|  |  |  |  |  |                       |  |
|  |  |  |  |  | Messeplatz            |  |
|  |  |  |  |  |                       |  |
|  |  |  |  |  | Rhein                 |  |
|  |  |  |  |  |                       |  |
|  |  |  |  |  | Schifflände seit 2010 |  |
|  |  |  |  |  |                       |  |
|  |  |  |  |  |                       |  |
|  |  |  |  |  | Heuwaage              |  |
|  |  |  |  |  | Tellplatz             |  |
|  |  |  |  |  |                       |  |
|  |  |  |  |  |                       |  |
|  |  |  |  |  |                       |  |
|  |  |  |  |  |                       |  |
|  |  |  |  |  |                       |  |
|  |  |  |  |  | Ettingen seit 1986    |  |
|  |  |  |  |  |                       |  |
|  |  |  |  |  |                       |  |
|  |  |  |  |  | Rodersdorf            |  |

## Linie 21 (BVB)
Linie 21: Badischer Bahnhof – Bahnhof St. Johann
Die Linie 21 der Basler Verkehrs-Betriebe (BVB) verkehrt auf der Strecke Badischer Bahnhof via Dreirosenbrücke zum Bahnhof St. Johann.

### Geschichte
Auch die Basler Verkehrs-Betriebe (BVB) lässt das närrische Treiben der in ganz Europa bekannten Basler Fasnacht nicht ganz unbeeindruckt. Just zu diesem Anlass setzte sie zum ersten Mal am 18., 19. und 20. Februar 2002 von 13.00 Uhr bis 20.00 Uhr ein Tram mit der Liniennummer 21 ein. Das Tram mit der unbekannten Nummer fand grosse Beachtung. Die Fahrgäste wollten wissen, wo dieser Fasnachtszug hinfährt. Daher ist dies heute noch bekannt. Die Fahrstrecke war Riehen Grenze – Eglisee – Badischer Bahnhof – Messeplatz – Dreirosenbrücke – Kannenfeldplatz – Burgfelderplatz – Brausebad – Bahnhof SBB – Aeschenplatz via Breite nach Birsfelder Hard. Es war also eine Kombination der regulären Linien 6, 1 und 3. Diese Einsatzlinie hatte sich bewährt, so wurde sie an der Fasnacht im 2003, 2004 und 2005 erneut eingesetzt.

### Ab 2004
Zwischen 2004 und 2008 war der letzte Abschnitt der Nordtangente vor dem Abschluss. Ab Voltaplatz wurden neue Gleise durch die Voltastrasse zum Bahnhof St. Johann verlegt. Beim Bahnhof wurde eine Wendeschlaufe eingerichtet und die Gleise in der Entenweidstrasse mit der bestehenden Linie verbunden. Das Trassee in der Gasstrasse wurde entfernt.

### Ab 2009
Seit dem 9. März 2009 pendelt die Linie 21 an Werktagen, als Zubringer zur chemischen Industrie, zu den Spitzenverkehrszeiten zwischen den Endhaltestellen. Die Fahrstrecke ist Badischer Bahnhof – Gewerbeschule – Messeplatz – Riehenring – Musical-Theater – Brombacherstrasse – Dreirosenbrücke – Novartis Campus – Voltaplatz – Bahnhof St. Johann.

### Rollmaterial
Für die Fasnachts-Einsatzkurse wurden die Grossraum-Be-4/4 mit Vierachsanhänger mit Sänfte B4S und Vierachsanhänger B4, auch Gelenkmotorwagen Be 4/6S mit Sänfte und Be 4/4 (als Be 8/10), oder die Be 6/8 Combinos eingesetzt. Vereinzelt waren auch Be 4/6 Düwag in Doppeltraktion anzutreffen.
Ab 2009 wurden auf der neuen 21 Gelenkmotorwagen Be 4/6S mit Sänfte und die Be 4/6 Düwag eingesetzt. Da beide Typen inzwischen ausrangiert wurden, fahren zurzeit Be 4/4 mit B4 sowie Be 4/6 Flexity.
|  |  |  |  |  | Riehen Grenze               |  |
|  |  |  |  |  |                             |  |
|  |  |  |  |  |                             |  |
|  |  |  |  |  |                             |  |
|  |  |  |  |  | Badischer Bahnhof seit 2009 |  |
|  |  |  |  |  | Rhein                       |  |
|  |  |  |  |  | Bahnhof St. Johann          |  |
|  |  |  |  |  |                             |  |
|  |  |  |  |  |                             |  |
|  |  |  |  |  |                             |  |
|  |  |  |  |  | Birsfelden Hard             |  |